# Темна сцена

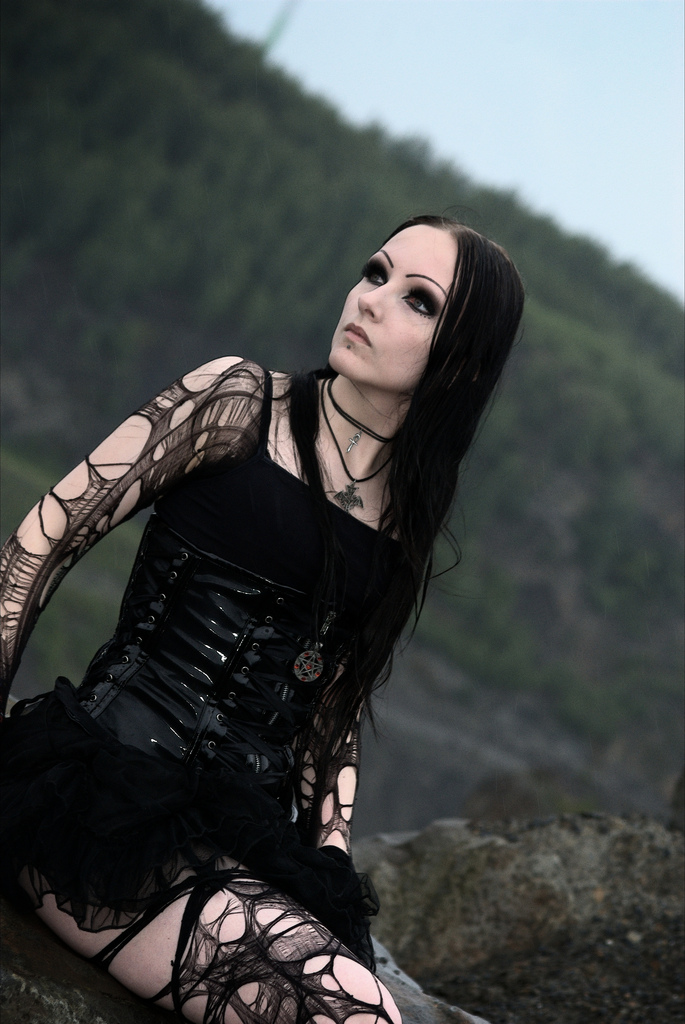
На тлі різноманітних внутрішніх модних тенденцій чорний колір є ключовим елементом самоідентифікації, індивідуалістичного концепту та колективної практики темної сцени

Темна сцена — це соціальна структура, простір соціалізації дозвілля, яка виникла наприкінці 1980-х років із темної хвилі та незалежних музичних напрямків. Протягом десятиліть вона перетворилася з молодіжної культурної спільноти в соціальну мережу, яка не залежить від віку прихильників, спільність якої переважно проявляється в естетичному, самопрезентаційному та індивідуалістичному аспектах. Її розглядають як спільноту, яка визначає себе через символи, засоби масової інформації та місця зустрічей у межах сцени, зокрема, специфічні події та дискотеки, а також різні течії власної моди. Спільні інтереси сцени включають музику, мистецтво та моду, а також роботу з філософськими, новими релігійними темами, а також темами і табу, що сприймаються соціально негативно. Зокрема, на тлі індивідуалістичної концепції відбувається дослідження складних тем смерті, смертності, смутку, жалоби та меланхолії, клінічної психології та психопатології.
Сцену не слід розуміти як однорідну групу ні в музичному, ні в модному плані. Вона поділяється на різні течії, деякі з яких діаметрально протилежні одна одній за своїми ідеями. Музичні уподобання різних прихильників темної сцени характеризуються майже неконтрольованою різноманітністю стилів. Термін «темна музика» використовується в соціальних і культурологічних дослідженнях як збірний термін для всієї музики, яка звучить на цій сцені.
Чорний колір з усіма його мислимими символічними значеннями називається як найменший спільний знаменник і, отже, центральний аспект розвитку спільноти. У рамках сцени він розглядається, серед іншого, як вираження серйозності, темряви та містики, а також як символ безнадійності, порожнечі, меланхолії та як посилання на траур і смерть.

## Зміст і розмежування з іншими поняттями

### Виникнення терміна, його відмінність від інших
Темна сцена нині є середовищем, яке складається з частин різних сцен. Сцену без назви (визначення Екі Стіга) можна знайти в подібній формі за межами німецькомовних країн. Його називають cultura oscura в Іспанії, cultura dark у португаломовних регіонах Америки та Schwaarz Zeen у Люксембурзі. У той час як у німецькомовному середовищі виник і закріпився термін «чорна сцена» (Schwarze Szene), в англомовному світі спорадично вживаються терміни dark scene та dark culture (темна сцена та темна культура). У слов'янських мовах також закріпилося «темна сцена». Іноді використовується, наприклад, в Італії, термін готика. Цим оманливо поширюється загальний термін готична сцена на всю темну сцену.
Саме походження терміна є спірним. У 1990 році, наприклад, він з'явився у доповіді «Schwarze Szene, Berlin — Eine kritische Selbstdarstellung» (Чорна сцена, Берлін — критична самопрезентація), що була завершена восени 1989 року, але була опублікована лише в номері музичного журналу Zillo за січень 1990 року. Згідно з цією статтею, берлінська сцена того часу складалася з «Gruftis, Wavern und New Romantics» (готів, вейверів і нових романтиків). Там згадується самоназва від кольору «чорний».
Лише трохи пізніше поняття було використане в дописі про один із двох концертів The Cure в НДР; воно ж з'явилося в осінньому номері за 1990 рік фрайбурзького журналу Glasnost. Приблизно за два роки термін з'являється у боннському журналі Gothic Press, цього разу в передмові до інтерв'ю Death in June, над яким працював журналіст часопису Zillo.
Після того, як у 1990-х роках негативне ставлення субкультур одна до одної поволі поступилося відкритості, цей термін набув широкого вжитку в численних музичних журналах для звернення до певної цільової групи читачів. Довгий час незалежний журнал Zillo вважався одним із найважливіших засобів масової інформації темної/чорної сцени і, ймовірно, зміг принагідно утвердити цей термін. Однак незрозуміло, чи девіз «Зі сцени для сцени», який прикрашав першу сторінку Zillo протягом трьох років, справді стосувався Schwarze Szene, чи малася на увазі незалежна й альтернативна культура в її цілісності.
У 2004 році в одній із перших німецькомовних суспільно-наукових дискусійних робіт про сцену, Das Charisma des Grabs, Роман Рутковський виступив за використання цього терміна, оскільки, порівняно з іншими вживаними, він дає загальну назву для всіх підсцен та течій відповідного простору. За словами Рутковського, саме такому означенню надає перевагу велика кількість прихильників сцени. У 2010 році Олександр Нім пояснив, що цей термін уже утвердився, особливо в соціології та дослідженнях культури молоді. Його також поширили подекуди в сценічних ЗМІ та пресі з 90-х років, однак, поряд використовується оманлива назва Gothic (готика), що насправді позначає підпотік сцени.
Ще в 2004 році термін «готика» неодноразово використовувався, особливо сторонніми, для позначення «темної сцени». Однак готична субкультура пов'язана з постпанком і ньювейв-рухом і, таким чином, представляє лише частину всього спектру темної сцени. На цьому тлі використання як синоніма є суперечливим і загалом не підтримується на темній сцені. Чітке розмежування іноді ускладнюється частим використанням слова «готика» в музичній пресі та міжнародними відмінностями.
Іноді словосполучення «чорна сцена» також використовується для блек-метал сцени, яка, втім, має інше субкультурне походження та музичні уподобання.

### Соціальна структура сцени

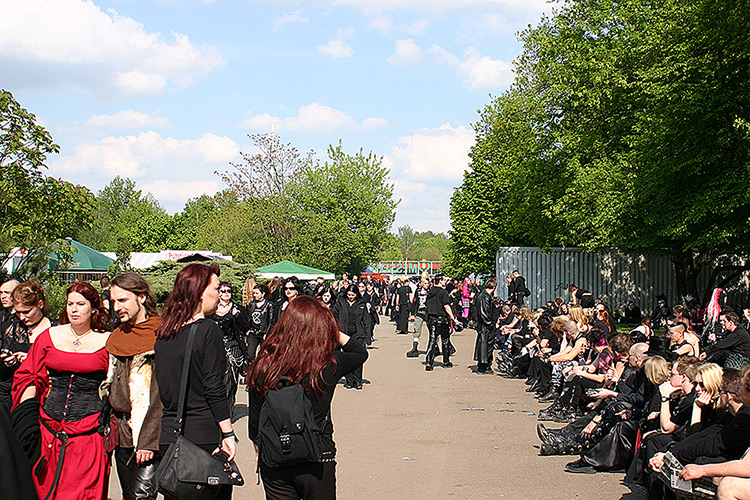
Глядачі на WGT, одному з найбільших світових сценічних заходів

У міжнародному порівнянні німецька темна сцена часто розглядається як найважливіший прояв субкультури. Завдяки міжнародно визнаним заходам і високій частці музики, створеної в Німеччині, німецька субкультура сприймається як провідна та особлива, іноді її називають «Urland».
Контакти та обмін здебільшого відбуваються через концерти та дискотечні заходи, а також через інтернет-форуми чи чати, що може призвести до культурних накладень («клаптикових культур»), хоча при цьому зберігається незалежність субкультурних вихідних форм.
Найбільші місця культурних зібрань у німецькомовних країнах — Wave-Gotik-Treffen у Лейпцигу з приблизно 20 500-ми відвідувачів та M'era Luna Festival у Гільдесгаймі з приблизно 25 000-ми відвідувачів, а також фестиваль Amphi у Кельні з 16 000-ми відвідувачів. Журнали Orkus, Sonic Seducer і Gothic вважаються важливими засобами масової інформації, тираж яких становить від 40 до 60 тис. примірників на місяць. Крім того, поширені місцеві та регіональні календарі подій. Інтернет є особливо важливим для самоорганізації сцени. На початку та в середині 2000-х телевізійна музична програма Onyx.tv у співпраці з журналом Sonic Seducer представляла щотижневе музичне шоу Schattenreich, адаптоване до темної сцени.
У 2004 році німецька сцена оцінювалася приблизно від 50 000 до 100 000 осіб. Така оцінка знову була підтверджена у 2010 році.
На відміну від багатьох подібних молодіжних культур, гендерне співвідношення темної сцени є збалансованим. З визначеної вікової структури сцени випливає усвідомлення того, що її «навряд чи можна описати як чисту молодіжну культуру». Велика кількість відвідувачів відповідних заходів має постійну роботу та власні сім'ї. Незважаючи на те, що віковий діапазон починається з чотирнадцяти років, верхнього вікового обмеження немає, тому навіть цілі сім'ї у темній сцені «не є рідкістю».

#### Політичний аспект
Темна сцена передусім демонструє політичну пасивність. Згідно з Мацке, сцена характеризується ціннісно-консервативним мисленням. Наріжними каменями цього консерватизму він називає скептицизм щодо суспільства споживання, сумніви щодо можливості реформування індустріального суспільства, схильність до містицизму та пасивне неприйняття сучасності. Натомість Олександр Нім називає сцену «фундаментально аполітичною» і зазначає, що глядачі «неохоче дозволяли читати собі лекції». Тому частка політично мотивованих людей є низькою. Однак, оскільки сцена не має однорідної структури і складається з різних молодіжних культур та індивідуалістів, у результаті можна виявити різноманітні політичні тенденції.

### Зміст сцени
Сцена розглядається як неоднорідна сукупність різних субкультурних течій без «прив'язки до стилю популярної музики та пов'язаних із нею правил мислення, поведінки та одягу». Рутковський називає стрижнем сцени стиль, що складається з моди та габітусу. На цій тезі наголошує й Олександр Нім в інтерв'ю сайту Süddeutsche Zeitung. За словами Німа, «музика більше не є головним». Швидше, «темна культура поширюється на кожен аспект життя», так що сценою формуються інші культурні феномени, такі як «література, фільми [або] те, як ви обставляєте свій дім».
«Сцена» не є ані музичною, ані модною, щоб її розуміти як однорідну, самодостатню групу. Вона поділяється на різні течії, деякі з яких діаметрально протилежні одна одній за своїми музичними та модними ідеями. Музичні уподобання різних прихильників темної сцени формуються «мішаниною стилів, яка охоплює спектр від авангардного бруїтизму до електронної поп-музики, старовинної музики […], (нео) класики та фолку до (панк) року, техно та ембіенту». Вираз «темна музика» переважно використовується в літературі з соціальних і культурних досліджень як збірний термін для всієї цієї музики, присутньої на сцені.
Чорний колір з усіма його символічними значеннями називається як найменший спільний знаменник і, отже, як центральний аспект розвитку спільноти. Тут він розглядається, серед іншого, як вираження серйозності, темряви та містики, а також як символ безнадійності, порожнечі, меланхолії та як посилання на траур і смерть.
Починаючи з середини 1990-х років оригінальна темна хвиля все більше втрачала значення на темній сцені. Відтоді вона існувала, не посилаючись на певний музичний стиль як спільний знаменник. Популярні виконавці зникли, переорієнтувалися музично або ж увібрали нові впливи, до того часу нетипові для сцени. Тим часом гранж-хайп початку 1990-х активізував інтерес ЗМІ до субкультур. «Наступними роками вміло підігріта масова істерія щодо антизірок, стилю життя покоління X, підліткового бунту та гранжового вигляду сформувала ідеальний гачок для ефективного маркетингу полюсів ідентифікації молодих людей […]».

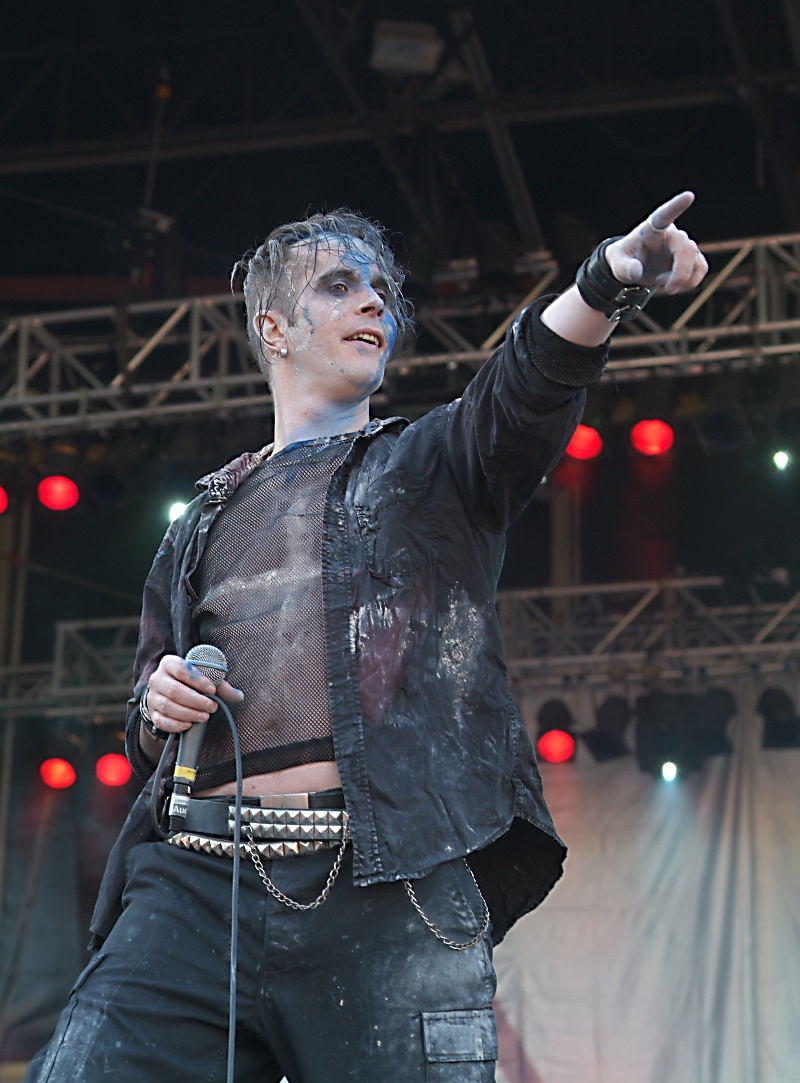
Project Pitchfork, який стилістично змінився від електровейву до синт-року, підписав значну угоду наприкінці 1990-х років, і музичне відео на трек Steelrose мало активну на музичному каналі VIVA

В результаті цього альтернативного рок- ажіотажу в поп-культурі утвердився звичай, заснований на витоках темної сцени. Нові, раніше невідомі виконавці, такі як HIM, Nine Inch Nails або Marilyn Manson, зарекомендували себе завдяки антизірковому способу життя, апеляціям до підліткового бунту як на сцені, так і на музичному телебаченні та в чартах, тоді як уже популярні сценічні виконавці, такі як Depeche Mode, Project Pitchfork або Wolfsheim відповідно рекламувалися в медіа.
У 2004 році Рутковскі назвав сім повторюваних, переплетених тем, які сприяють усталеному способу мислення та образотворчості на темній сцені, які формують стиль сцени протягом усього її розвитку, а також поєднують різні тенденції в ній:
1. Романтизм
2. Смерть
3. Містицизм
4. Релігія
5. Мистецтво
6. Філософія
7. Відчуття свого тіла (Körpergefühl)

За словами А. Шмідта, ці теми створюють основу для відчуття спільності сцени. Таким чином, вони становлять комплекс взаємовпливових тем, який об'єднує різні стилістичні течії всередині сцени. Спільним ядром цього комплексу тем є пасивне відмежування від суспільства, особливо веселої компанії (Spaßgesellschaft), і, отже, акцент на особистій індивідуальності через роботу з табуйованими темами та особистим виходом із соціального контексту суспільства переважно на користь фантастичних світів та минулих епох.
Завдяки цінності індивідуалізму, що стоїть понад усе, людина має можливість виражати себе незалежно від кліше сцени. Сцена, яка допускає смуток, печаль і меланхолію; поважає візуальне вираження особистості в будь-якому випадку, ніколи не може бути місцем для групових динамічних процесів, які виражаються в інтеракціоністській манері або в насильстві проти суспільства в цілому. Таким чином, бунт, якого індивід може прагнути через свою приналежність до сцени (особливо через зовнішній вигляд), завжди є тихим бунтом, який не атакує нікого безпосередньо, а є лише «шипами в боці» для тих, хто чутливо реагує на зняття табу (наприклад, щодо смерті, сатанізму чи навіть сексу).— Frauke Stöber, Entstehung, Inhalte, Wertvorstellungen und Ziele der schwarzen Szene – Die Jugendkultur der Waver, Grufties und Gothics.

#### Романтизм
Під словом «романтизм» Рутковський має на увазі зв'язок із минулими часами та пошук минулих цінностей. З метою повернути в пам'ять щось забуте, темна сцена протиставляє людину в пошуку сенсу тенденції масовізації. З іншого боку, «майже релігійний культ тріади ідолів прогресу, споживання та зростання» сприймається сценою з підозрою.
Цим пошуком сенсу та цінностей минулого Рутковський пояснює як одяг, що нагадує про минуле, так і прихильність до замків, руїн, кладовищ і лісів. У тематичному комплексі романтизму звернення до минулих часів і напівзруйнованих місць вимагає зосередженості на спокою, меланхолії та естетиці. Фотограф та редактор сцени Маркус Ріцш підкреслює важливість атмосфери кладовищ як місця миру та гармонії.

#### Смерть

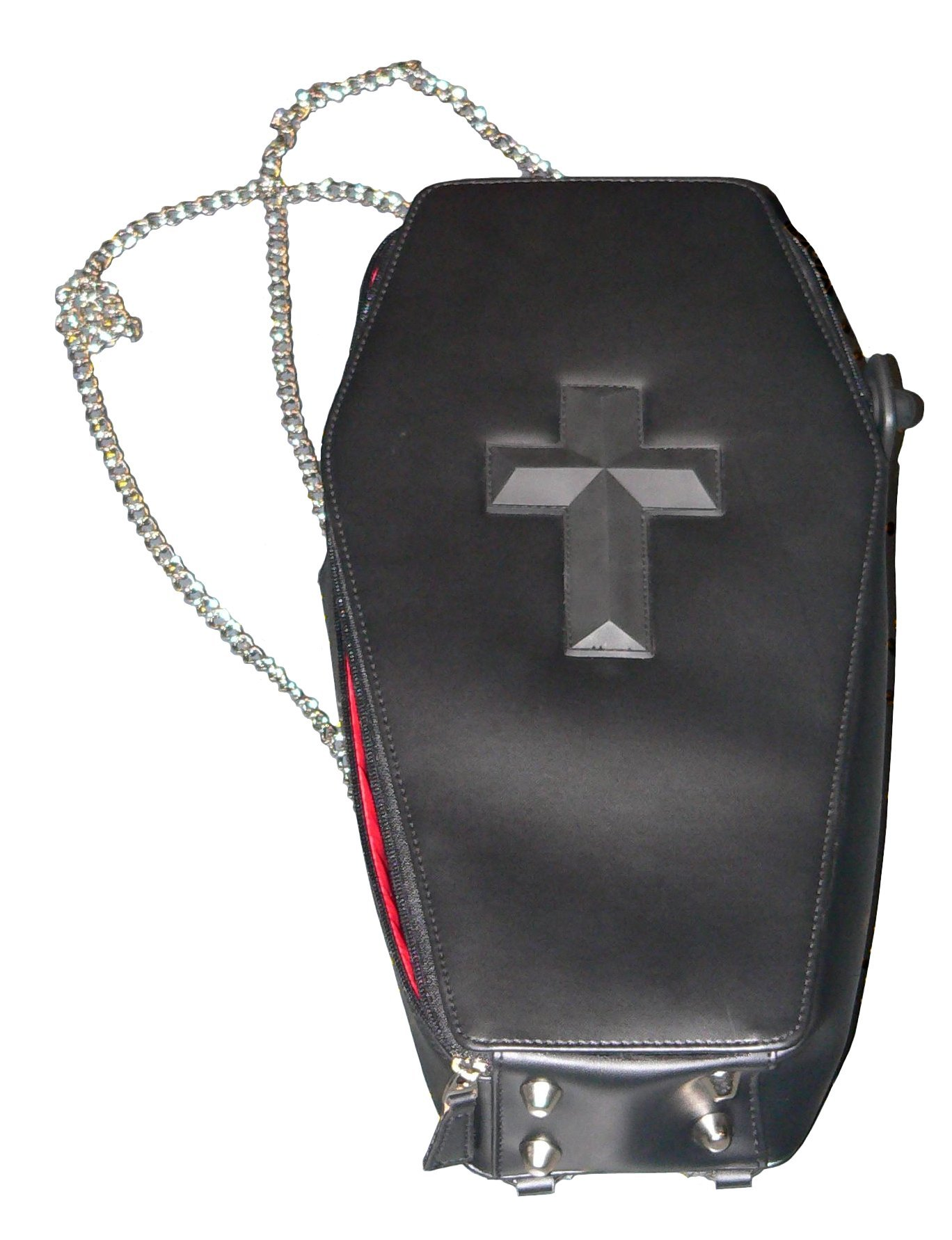
Звичайний аксесуар сцени: рюкзак у формі труни

Тема смерті та усвідомлення смертності були звичними аспектами сцени з моменту появи готики та темної хвилі. В цьому комплексі смислів можна знайти як символічний чорний колір, так і різні назви гуртів, прихильність до вампірів і фільмів жахів, відвідування кладовищ і хворобливі на вигляд аксесуари.
У протистоянні з минущістю Мацке бачить можливість повстати проти соціальних тенденцій до масовізації, а також активну спробу дистанціюватися від канону цінностей суспільства споживання.

#### Містицизм
Стосовно темної сцени містицизм має значення загальної відкритості до надприродного досвіду та пов'язаного із ним зайняття езотерикою, міфологією, окультизмом, ритуалами, фантазією, символами та релігією в пошуках «існування та здатності відчувати інший, трансцендентний світ». Терміном «містицизм» охоплюються як роботи з фантастичною літературою та фантастичними фільмами, так і досліди з духовними темами.

#### Релігія
До теми містики приєднується тема релігії. Остання в основному розглядається сценою як абстрактна тема, яка піддається критичному та раціональному сумніву. Робота зі смертю також сприяє роботі з релігійним змістом. «Причини підвищеної уваги до тем віри полягають у безперервному продовженні людиною концепції буття навіть після смерті — і особливо з молодіжною культурою […] цілком природна істотна зануреність у релігію».
За словами Шмідта та Ноймана-Брауна, егоцентричне захоплення різними релігійними вченнями є вираженням індивідуалізації та приватизації релігії. У цій сцені робота з релігіями, ритуалами та церемоніями створює «простір для різноманітних фантазій та ототожнень навколо більш-менш „похмурого трансцендентного“».
У контексті теми релігії сценографи та дизайнери мають справу з різними релігійними писаннями, практиками та контентом. Інтенсивність та індивідуальні наслідки протистоянь у цьому спектрі варіюються: від переконаних християн до агностиків і послідовників так званих нових «природних релігій», таких як вікка та вуду, до атеїстів, на сцені є різні релігійно ангажовані люди. Теоретичне і практичне заняття окультизмом й езотерикою також є неодмінною частиною темної сцени.

Гурт Merciful Nuns, як і Алістер Кроулі у своїй Книзі Тота, використовує з тупим кутом для імітації телемічного символу

Деякі сценографи та послідовники сцени багато займаються окультними темами, зокрема неоязичництвом, магією хаосу та телемою, із чого нерідко вигадуються помилкові загальні судження про сцену як про сатаністів і сектантів. Поміж тим, «термін сатанізм, який часто вживається у ЗМІ […] стосовно релігії на темній сцені, здебільшого зустрічається лише в теоретичному та історичному дослідженні предмета, наприклад, через роботу з літературою. Подальше захоплення сатанізмом […] відбувається, якщо взагалі відбувається на персональному рівні, лише серед маргінальних груп і його в жодному разі не слід оцінювати як типове для цієї сцени».
Більшість згадок про теми телеми та магії хаосу, а також про Церкву Сатани можна знайти в готичному року, готик-металі, індастріал-року, неофолку та пост-індастріалі.
Гурт Current 93 отримав свою назву від телемічного поняття. Гурт Fields of the Nephilim зробив інтертекстуальні посилання на висловлювання Кроулі в піснях Love Under Will і Moonchild, а також інших. Символи та згадки про телему і магію хаосу також можна знайти у The Cassandra Complex, головний засновник якого Родні Орфей є членом Ordo Templi Orientis, і Мериліна Менсона (засновника однойменного гурту), який вважає Кроулі одним зі своїх найважливіших немузичних упливів. Готичні метал-гурти Tiamat і Moonspell також цікавилися Кроулі і на них тематично вплинули його твори. Мерилін Менсон, крім того, використовує символи телеміки та магії хаосу в дизайні своїх звуконосіїв та музичних відео, а також прямі цитати та алюзії — у своїх текстах. Прикметно, що офіційний фан-клуб Менсона назвав себе Abbey of Thelema. Менсон, крім того, є членом і священиком Церкви Сатани, засновник якої Антон Шандор ЛаВей написав Сатанинську Біблію. ЛаВей, на творчість якого вплинув Кроулі, також мав інтертекстуальний вплив на темну сцену. Інших членів Церкви Сатани, таких як Бойд Райс і Майкл Мойніган, визнавали частиною сцени в 1990-х роках.
У постіндустріальному середовищі відкритість до надприродного породила термін Okkultur, який мав на меті описати «безліч фанів, пов'язаних не лише своїми музичними смаками, але й спільним „окультним“ інтересом».

#### Мистецтво

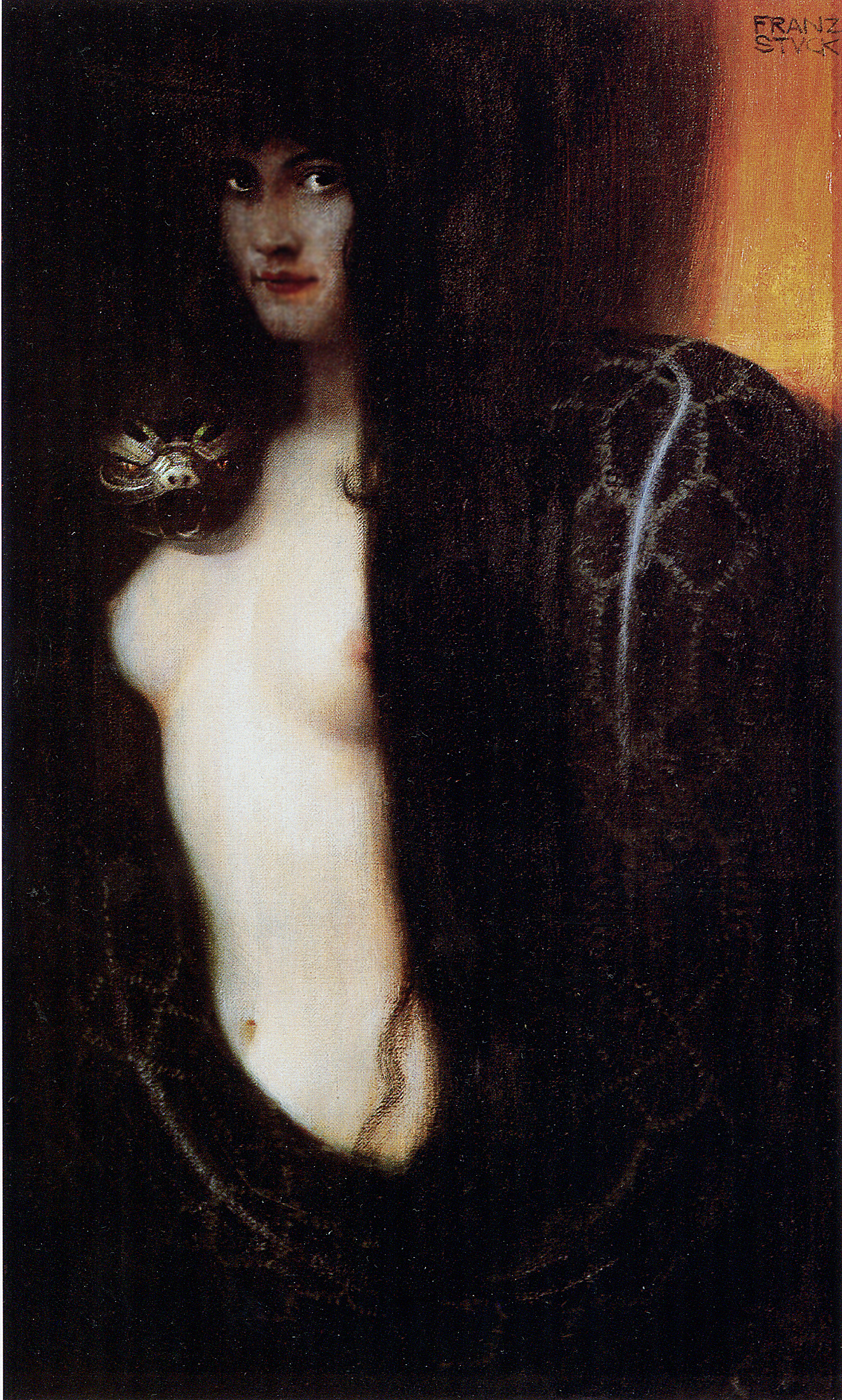
Як декорації на сцені часто використовуються репліки та адаптації образів символістів, таких як «Гріх» Франца фон Штука

Сцена характеризується високим художнім, творчим та споживчим рівнем. Фотографія, живопис і поезія часто входять до творчої діяльності учасників поряд із музикою. Розробка та виготовлення одягу також вважається частиною діяльності, типової для сцени. Всеосяжні заняття літературою, поезією та образотворчим мистецтвом базуються на прагненні виразити власні почуття або знайти їх підтвердження у творчості інших. Твори мистецтва, яким віддає перевагу сцена, можна окреслити переважно в стилістичних епохах символізму, експресіонізму, романтизму та раннього романтизму, а також сюрреалізму. Зокрема, «література […] має неабиякий вплив на самопозиціонування» сценографів. Велика кількість використаного літературного доробку належить до канону літератури. У спеціалізованих виданнях про темну сцену йому приписується велике значення, зокрема поетам-експресіоністам, таким як Готфрід Бенн, Георг Гейм і Георг Тракль, поетам-романтикам, таким як Новаліс і Генріх Гейне, і поетам-символістам, таким як Шарль Бодлер і Артюр Рембо. Подібні уподобання можна виявити серед провідних прозаїків сцени. Зокрема, віддається перевага хворобливій, страхітливій та фантастичній літературі. Класика готичної літератури Джозефа Шерідана Ле Фаню, Едгара Аллана По, Г. П. Лавкрафта, Мері Шеллі, лорда Байрона та Брема Стокера є такою ж частиною репертуару сцени, як канонізована література Оскара Вайлда, Фрідріха Ніцше, Федора Достоєвського, Германа Гессе, Франца Кафки, Джона Мільтона, маркіза де Сада чи Володимира Набокова. Окрім сприйняття таких загальновизнаних авторів як Е. Т. Гоффман і Дж. Р. Р. Толкін, тенденція сцени до фантастичного також сприяла більшому сприйняттю неканонізованих авторів, наприклад Енн Райс, Маркуса Гайца і Вольфганга Гольбейна.
На противагу літературі використовуються комікси та фільми, які або створюють атмосферу, що відповідає сцені, або підхоплюють звичайні для неї теми. Фільми жахів і про вампірів, а також комікси особливо приваблюють сцену.
У цих сферах також є вторинна власна продукція, насамперед незалежні фільми, відеокліпи та комікси. Крім того, з 1980-х років стереотипи сцени взяті на озброєння коміксами, теле- та кінопродукцією, що чинять інтерактивний вплив на неї. Американський кримінальний серіал Navy CIS створив головного персонажа «Еббі» Скіуто, яка «плекає виразний готичний образ». Серія South Park у 7 сезоні розповідала про створення дитячої рок-групи в темній стилістиці. Такі стереотипні персонажі є і в серіалах коміксів Preacher, Sandman та X-Men. Серед іншого, персонажі мультфільмів Рубі Глум, Die kleine Gruftschlampe та Емілі Стрендж засновані на естетиці, яка відповідає сцені, і часто відтворюються на сцені.
З іншого боку, особливу взаємодію зі сценою приписують творам Тіма Бертона та Джеймса О'Барра. Графічний роман The Crow, написаний і намальований останнім, містив інтертекстуальні посилання на групу Joy Division, а головний герой історії був візуально натхненний Пітером Мерфі з Bauhaus. Nine Inch Nails і The Cure, серед інших, долучилися до створення саундтреку нео-нуарного фільму «Ворон», заснованого на коміксі О'Барра. На темній сцені цей фільм отримав культовий характер: The 69 Eyes назвали пісню на честь головного актора Брендона Лі та адаптували фрагменти кінокартини для відповідного музичного відео; відео на пісню Beyond The Veil гурту Tristania змонтовано зі сцен «Во́рона».
Вже в 1988 році Тім Бертон створив персонажа Лідію Дітц у фільмі «Бітлджюс», якій не лише приписували стереотипи сцени, але й вона сама мала вплив на неї. Інші фільми Бертона, такі як «Жах перед Різдвом», «Сонна лощина» та «Труп нареченої», пішли за змістом і стали невід'ємною частиною репертуару сцени, зокрема через різноманітні цитати. Незалежний фільм «Діти ночі» став відомим як повнометражний фільм німецької темної сцени. У його продовженні, що знімалося з 2002 року, зіграли Келлі Трамп, Бела Б., учасники Das Ich і Кріс Пол, проте другий фільм так і не з'явився.
З художнього аспекту сцени також були створені різноманітні живописні та колективні роботи, які стосуються подій та самоідентифікації сцени. Фотограф Тімо Денц опублікував фотокниги Modern Times Witches і FreakShowDiary, які присвячені появі сцени. Книга Pfingstgeflüster: Impressionen und Gedanken aus Leipzig, проілюстрована та видана фотографом Маркусом Ріцшем, присвячена глядачам, атмосфері та митцям Wave-Gotik-Treffen у 2013 році з текстами Крістіана фон Астера, Клауса Меркерта, Житан Демон та багатьох інших. Ілюстрована книга Schwarze Szene. Live-Fotografie 2003—2005 Тіма Рочелса присвячена виключно художникам сцени та документує виступи різних виконавців.

#### Філософія

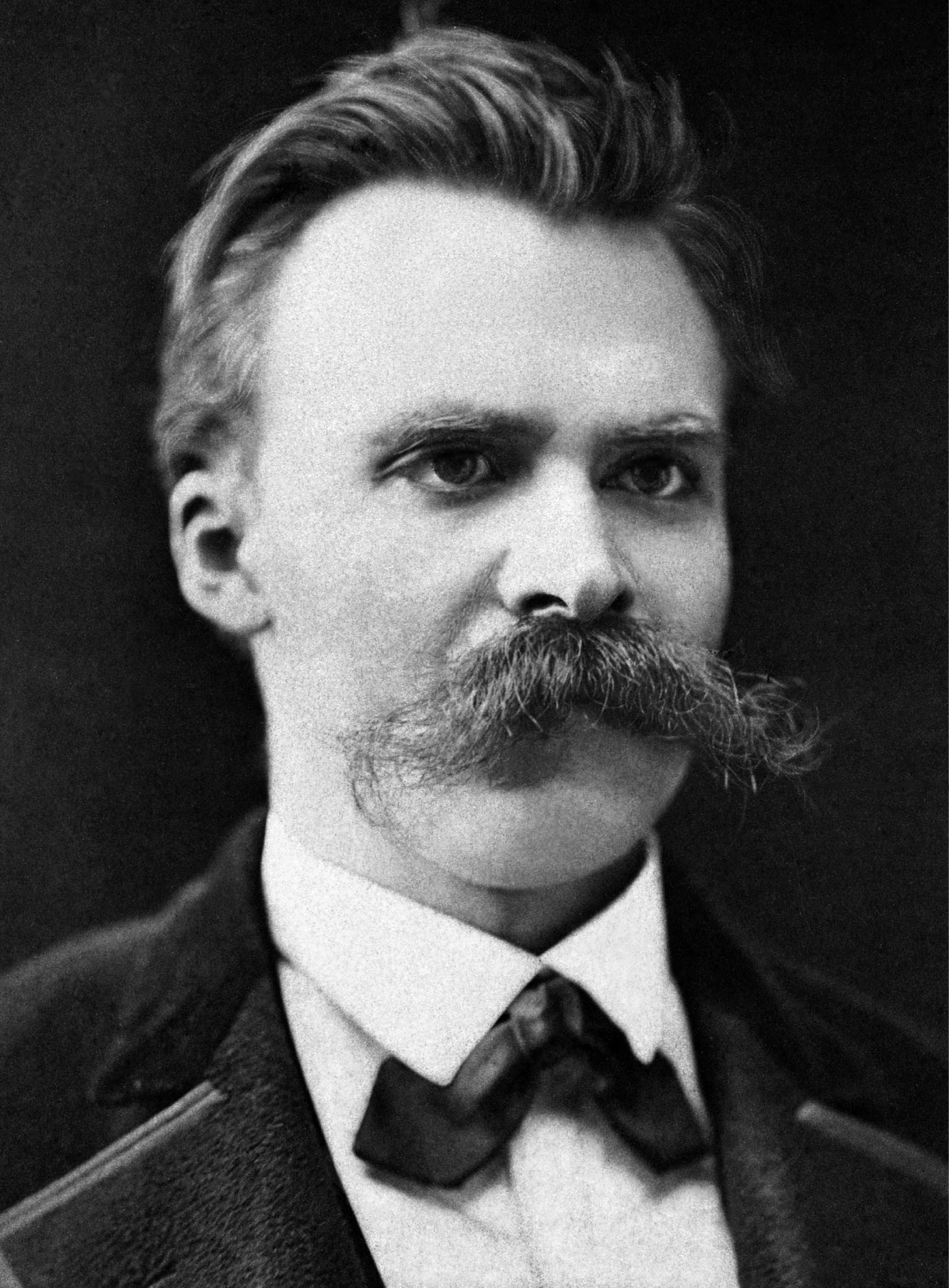
Філософа і письменника Фрідріха Ніцше широко сприймають на сцені

Концепція філософії підсумовує заняття суттєвими екзистенційними питаннями, пов'язаними з темною сценою, та обмін ними. Таким чином, «у темній сцені є високий ступінь схильності до роздумів про життя і саме існування, про сенс та природу буття». У цьому контексті безперервно точиться дискусія про психічні розлади та людей як соціальних істот і суспільство в цілому. Екзистенціальні, нігілістичні, скептичні та атеїстичні твори зазвичай доповнюються соціально-психологічними та соціологічними в пошуках розуміння власного існування та відчуття буття. Це включає в себе «різні комплекси інтересів, такі як іноземні/минулі культури та традиції мислення […], надприродні пояснення світу та космології […], просто „неймовірне“ […], а також явища, ідеї та теорії, пов'язані з Людиною та її існуванням […]». Згідно з Рутковським, відповідна колекція наукової та філософської літератури включно з творами Фромма, Ніцше чи Сартра входить до регулярного надбання представників сцени. Між тим, контактування з такими авторами, як Евола, Д'Аннунціо та Ернст Джінгер, призвело до звинувачень у ствердженні протофашистських ідей.
У роботі з філософськими, соціологічними та психологічними темами є не лише одиничні, а й інтертекстуальні посилання. Деякі виконавці створювали цілі альбоми на психологічну тематику. Nine Inch Nails задумали альбом The Downward Spiral про спроби уникнути контролю релігії та суспільства шляхом беззастережного саморуйнування через секс та насильство. Гурт Janus створив цілий альбом Auferstehung, заснований на травматичних подіях та їхньому впливі на людську психіку.
«Травматичні події, такі як смерть близької людини в „Du siehst aus wie immer“, або кошмар про темну сімейну таємницю в „Überleben“, є найбільшою загрозою для нашого крихкого здорового глузду. Усі тексти пісні „Auferstehung“ рухаються по цій межі між оманою та бажанням вижити.»— Dirk Riegert, 
Гурт Oomph! випустив концептуальний альбом Wunschkind про травматичні спогади дитинства, насамперед про досвід жорстокого поводження та насильства. Мерилін Менсон створив альбоми Holy Wood і Antichrist Superstar, які стосувалися проблем суспільства в цілому.

#### Відчуття власного тіла

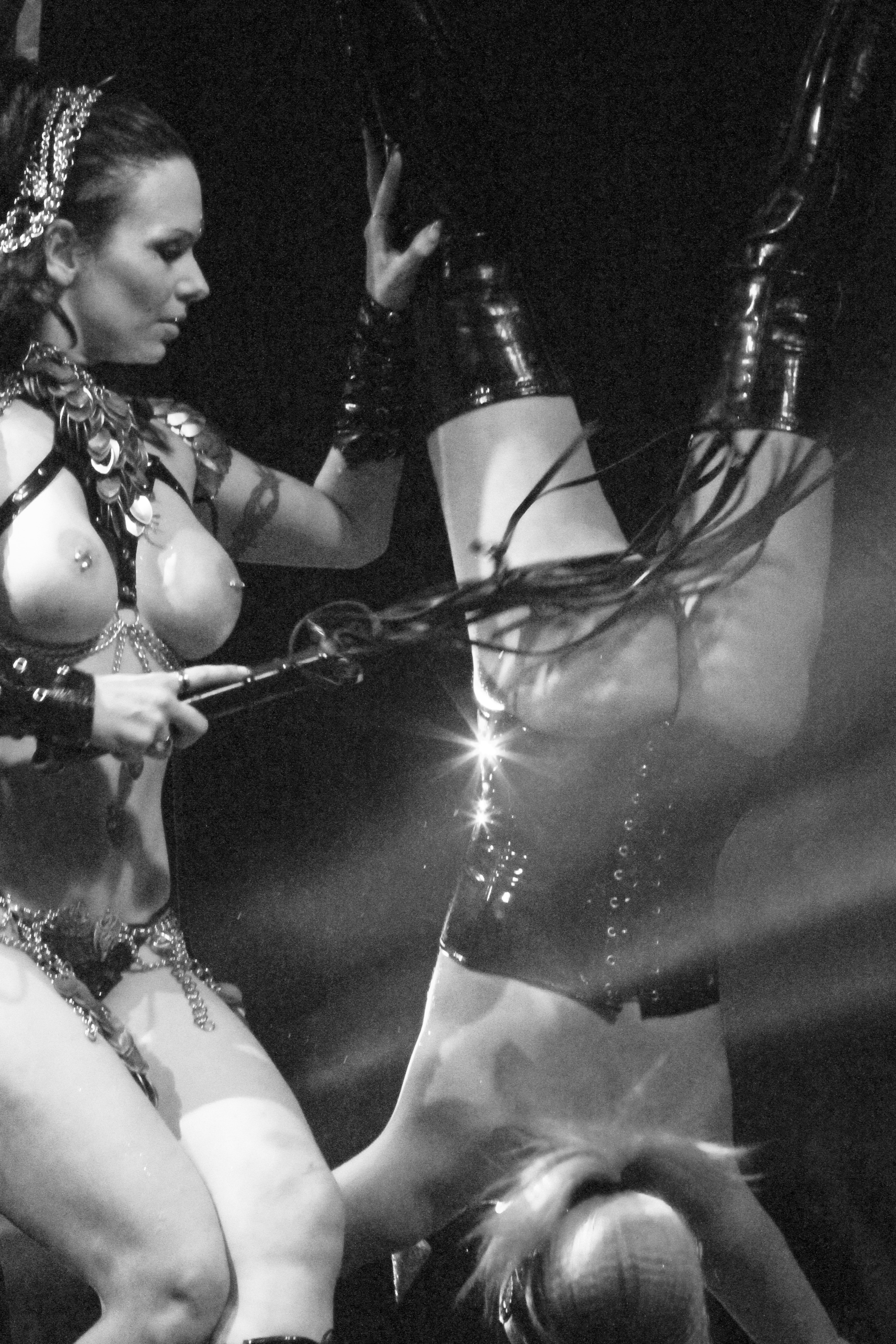
БДСМ-шоу на виступі Umbra et Imago на WGT 2014

Низка темних підсцен об'єднуються в тілесну концепцію, яка «містить еротичну репрезентацію тіла [і] здається більш показовою, ніж є насправді». Представлення власної особистості та тілесності є невід'ємною частиною індивідуалізму, що об'єднує учасників сцени. Це самовираження відбувається через облягаючий одяг, пірсинг і татуювання. Така самоідентифікація є свідомою і цілеспрямованою і лише зрідка виходить за межі місць зустрічей на сцені. Створення змістовного зв'язку між одягом, соціальною групою та людиною відбувається тут на основі взаємного впізнання. Утім, повсюдне приписування та ототожнення еротичного самозображення з сексуальною вседозволеністю — насправді, упередження: темна сцена дистанціюється від активної інкорпорації БДСМ (показово БДСМ практикують на сцені не часто, наприклад Umbra et Imago, Die Form або Grausame Töchter). Тим не менш, учасники сцени зустрічають прихильників БДСМ відкрито і прихильно.

## Історія сцени
Різні модні та музичні течії впливали на темну сцену від самого початку. Багато різноманітних формотворчих течій сцени мають свої власні унікальні особливості, тому переважно можна говорити лише про накладання та впливи відповідних сцен і молодіжних або субкультурних груп.
Завдяки мистецькому розвитку та особливій популярності деякі виконавці стали відомими поза періодом становлення сцени. Важливих поодиноких виконавців із попередніх періодів почасти можна було знайти на фестивалях і головних подіях сцени, а популярні виконавці, що є уособленням минулих тенденцій, часто відвідували сцену навіть після того, як відповідна тенденція йшла на спад. Наприклад, The Cure, Depeche Mode, Rammstein, Nick Cave and the Bad Seeds або Marilyn Manson вважаються важливими для сцени та на сцені, незалежно від їх власного жанру.

### Поява
Класична темна сцена сформувалася в 1980-х та першій половині 1990-х років із рухів інді та темної хвилі, учасники яких походили з таких молодіжних культур як панк, нова хвиля, готика, нова романтика або пост-індастріал. Прихильників цієї ранньої темної сцени називали «шварце» через колір їхнього одягу чи погляд на життя, або «вейверами» через їхні улюблені форми музики. Однак із занепадом вейверної культури останній термін зник з німецького вжитку.
Протягом 1990-х років різноманітні культурні та стилістичні поняття стали всеосяжними на темній сцені, застосовувалися до виконавців з інших жанрів, а також до фрагментів інших культур, деякі з яких були повністю незалежними музичними стилями. Ця форма використання критикується акторами та оглядачами оригінальних культур і жанрів як незрозуміла та неприйнятна. З огляду на різноманітність створюваної музики культурологи та соціологи створили розмежувальне і нейтральне загальне поняття «темна музика» як всеосяжний збірний термін для музики, презентованої та створеної в контексті сцени, що контрастує з постійним використанням назви певного стилю. Концепція темної сцени застосовується аналогічно, навіть на противагу часто використовуваним самоприписуванням, таким як готика чи індастріал.

### Утвердження
У другій половині 1990-х років фрагменти метал-руху чи БДСМ-сцени дедалі більше збігалися, причому БДСМ-look здебільшого сприймався «темними» лише як модний наворот, а нині представлений на сцені як загальний стилістичний елемент. Водночас термін «темна сцена» включає менші та інколи мінливі течії, такі як кібер- та електросцена, visual kei або грані вікканської та середньовічної сцени. «У темній сцені існує безліч підстилів, причому зовнішній вигляд певного відвідувача сцени зазвичай визначається відповідними музичними стилями, до яких він прив'язаний». З кожною зміною поколінь виникало кілька субкультурних збігів, у результаті чого низку частин темної сцени більше не можна було віднести до певної субкультури. У берлінській асоціації «Архів молодіжних культур» темну сцену описують як «альтернативний рух молодих (і не дуже) людей, зовнішність яких надзвичайно різноманітна». «Складність пошуку відповідного загального терміна для цієї сцени також є симптомом цього розмаїття».

### Перші змішані культури
Починаючи з середини 1990-х темна сцена помітно зросла, так що виникли нові окремі, часом конкуруючі молодіжні культури. Однією з таких була «готична метал-сцена», яка виникла в результаті злиття жанрів готичного року та металу в готичний метал. Представники змішаної культури, що склалася на цій основі, не використовували власного позначення. Їх, залежно від індивідуальних поглядів, відносили або до метал-руху, або до готики.
У майже мейотичному підході вони [ Paradise Lost ] створили новий стиль з альбомом Gothic на початку 1990-х, який поєднав елементи готичного року та дез-металу. Похмурі чоловіки, яким готичний рок не давав достатньо жорстких гітар, і металісти, які більше не могли чути постійне «Herumgethrashe», об’єдналися, щоб сформувати нову спільноту фанатів.— Thomas Vogel, Journalist und Herausgeber des Sonic-Seducer-Musikmagazins, Sommer 1995
Окрім Paradise Lost, до утвердження нового стилю долучилися гурти Tiamat та My Dying Bride. Їхній вплив сприяв успіху інших гуртів, таких як Crematory, Theatre of Tragedy і Moonspell. Після чого вже усталені виконавці сцени, такі як Lacrimosa або Secret Discovery, взялися за металеві елементи. Тенденція готичного металу виявилась недовгою, її дещо розкритикували музиканти та шанувальники сцени. Проте, від середини 1990-х він створив живильне середовище для послідовників, які плавно перейшли до темного металу, темного року та симфонічного металу в межах темної сцени.

### Мінливий розвиток

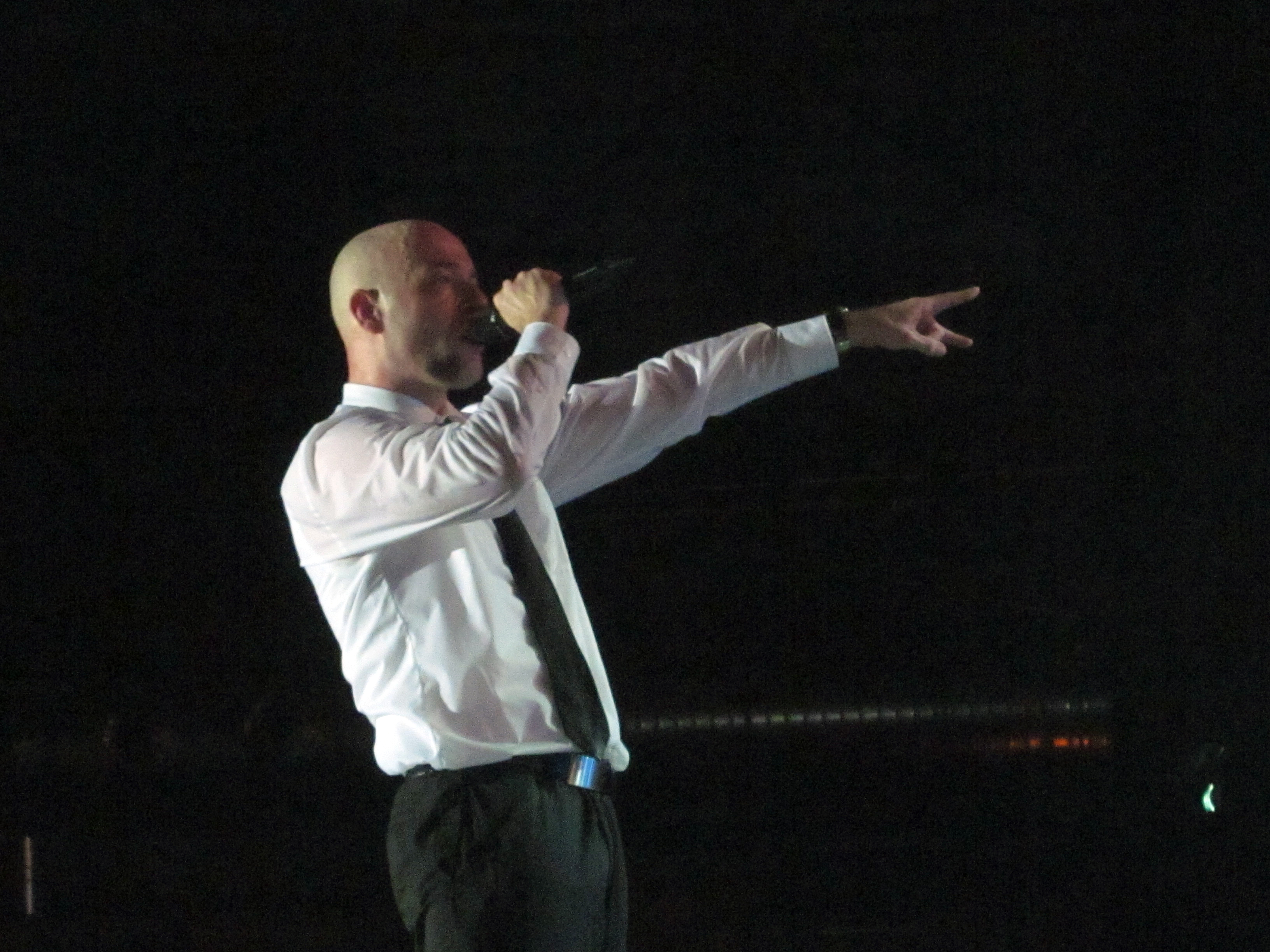
Завдяки першим позиціям у чартах і перемозі на пісенному конкурсі гурт Unheilig зарекомендував себе як мейнстрімний колектив сцени кінця 2000-х років

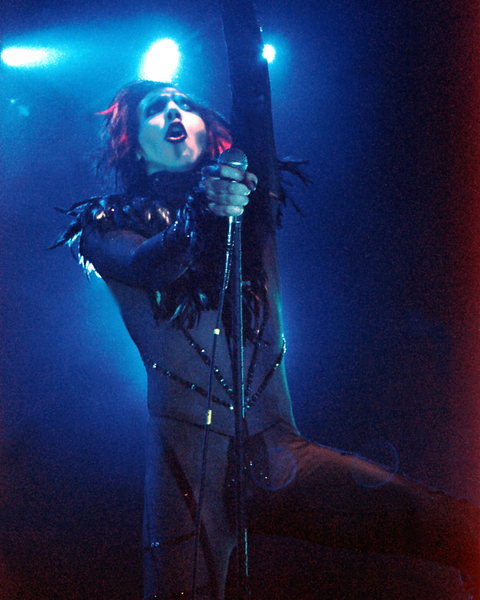
У другій половині 1990-х група Marilyn Manson (тут концерт у 1998 році) була однією з найпопулярніших на сцені

У середині 1990-х важливість оригінальних музичних стилів на темній сцені зменшилася. Найважливіші течії, готика та загальна темна хвиля, втратили живильне середовище цієї сцени, і багато колективів переорієнтувалися або навіть розпалися. Не менш важливо, що подальша відсутність нових виконавців та нові імпульси від старих і заслужених відкрили нові музичні обрії. Темна сцена швидко утвердилася в соціальному сприйнятті як субкультурне середовище та пережила висхідну фазу з великим інтересом ЗМІ та суспільства.
У 90-х відбулося таке собі відродження – раптом неймовірна кількість людей зацікавилася нашою музикою та нашим одягом. Сцена зробила величезний крок до мейнстріму. Сьогодні [ 2013 ] вже не можна говорити про молодіжну культуру. Головні герої, які були там із самого початку, тепер збираються йти на пенсію.— Alexander Nym, Interview mit der Süddeutschen Zeitung
Таким чином, нові стилі музики, зокрема Neue Deutsche Härte, готичний метал і частково альтернативний метал, знайшли своє місце на темній сцені, яка з часом майже повністю витіснила оригінальні музичні стилі.
Подібні потрясіння відбувалися декілька разів наступними роками, і колись нетипові музичні стилі стали невід'ємною частиною темної сцени. Серед іншого, на ній змогли розквітнути медівал-рок, sleaze- і темний рок, а також futurepop, синтез-рок, аггротех (електро-індастріал), біг-біт, темний і симфонічний метал. Водночас О. Нім описує різні стилі та течії сцени як гетерогенну масу, яку важко осягнути, що часом призводить до розколу в самій сцені. «Небагато шанувальників все ще мають реальне уявлення про це розмаїття; сцена поділена на різні підводні течії, іноді діаметрально протилежні один одному за одягом і музичними вподобаннями».
З першим потрясінням на сцені в середині 1990-х років були різні спроби об'єднати розширений спектр музики під однією назвою, що призвело до таких термінів, як темна альтернативна музика, темна (або чорна) музика. Поки що жодне із цих означень не змогло утвердитися як загальнозначуще й вичерпне. Термін «темна музика» вперше з'явився на письмі в середині 1990-х років у журналах Entry та Slogan.
Техно-музика, така як аггротех, futurepop, біг-біт, також з'явилася наприкінці 1990-х років, і відтоді на сцені присутнє темне техно. Крім того, після перших потрясінь гурти, які раніше не відповідали стилям, пов'язаним зі сценою, стали позиціонувати себе з відповідним іміджем як артисти темної сцени. Такий розвиток критикують давні учасники сцени. Зокрема, термін готика, «під яким темна альтернативна культура зазвичай представлена в медіа», також використовується як поняття музичної журналістики у спекуляціях щодо темної сцени. «Це не в останню чергу пов'язано з філологічними умовностями (англомовної) музичної преси, яка любить описувати все як „готичне“, що, на перший погляд, можна віднести до темної сцени».

### Комерціалізація

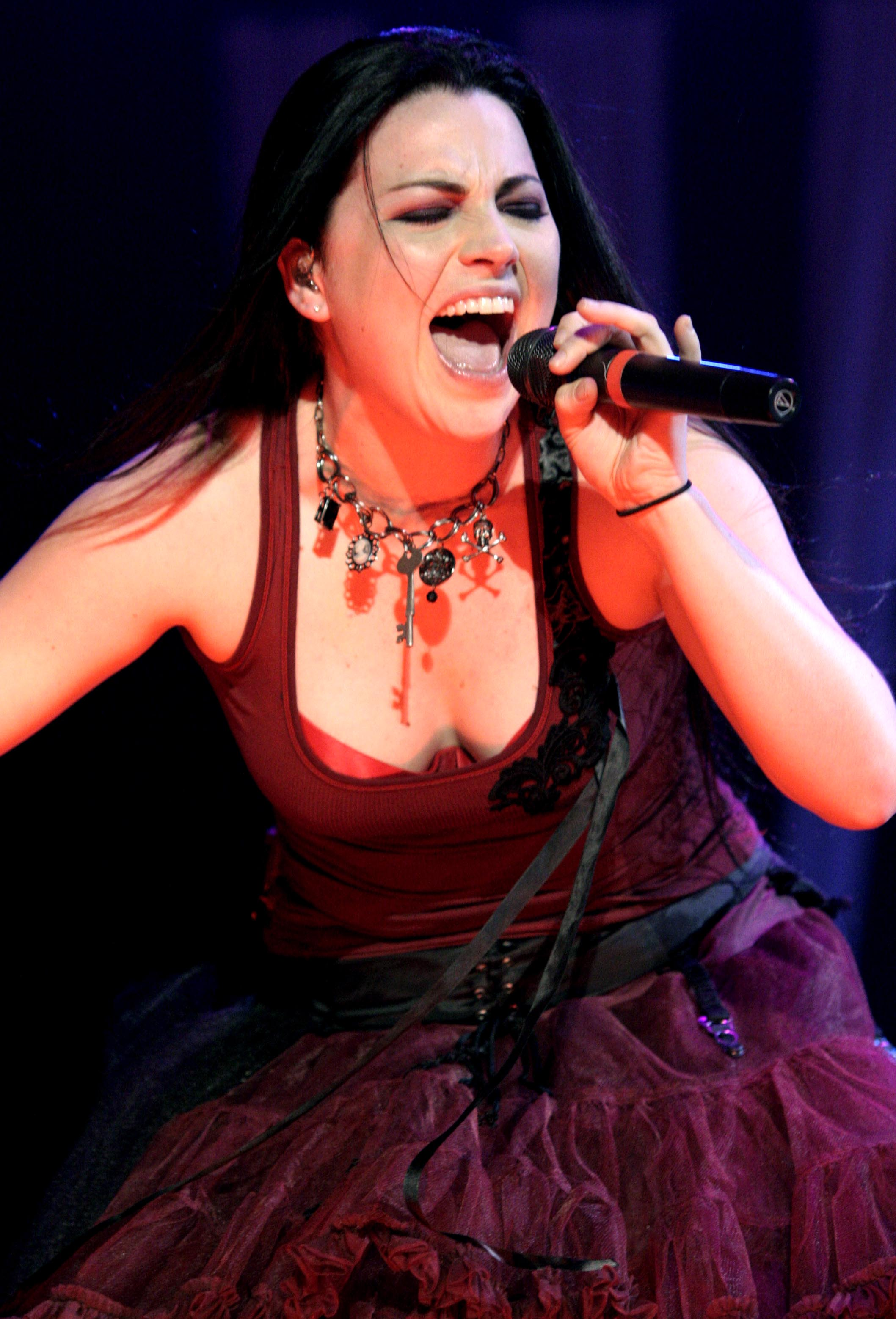
Evanescence також сприйняли як частину темної сцени

Найпізніше наприкінці 1990-х років почалася широка комерціалізація сцени, яку підтримували, зокрема, великі сценічні ЗМІ Orkus, Zillo та Sonic Seducer. Популярні виконавці, яких за зовнішністю відносили до темної сцени, починаючи з 1990-х займали вершини хіт-парадів. Крім таких представників, як The Cure і Depeche Mode, які були популярні за межами сцени з 1980-х років, це також вдалося The Prodigy 1996 року, Rammstein 1997-го, Вітту 1998-го, HIM 1999-го, Меріліну Менсону 2001-го та (з більш-менш зміненим звучанням) Wolfsheim 1998-го, Oomph! 2004-го, а також Rammstein і Unheilig 2009-го.
До середини 2000-х «через ринковий потенціал їхньої значної кількості прихильників […] контент темної сцени використовувався в популярній музичній культурі та надто часто вироджувався в маркетингово-технічне залякування публіки, щоб збільшити продажі платівок». Виконавці з інших жанрів, такі як Lacuna Coil або Evanescence, які «стилістично ближчі до ню-метал гуртів, таких як Korn або Linkin Park, ніж до моделей для наслідування» з темної сцени, таким штибом продавалися як частина сцени, стаючи її реципієнтами.
Подальшим кроком у цьому розвитку став поп-проєкт Unheilig зі сценічним образом і музичним фокусом на німецьких хітах, який приніс гуртові співака Der Graf успіх на національному рівні в Німеччині. Ще до великого успіху, який розпочався після перемоги Unheilig на пісенному конкурсі Bundesvision Song Contest, сценографи (Мік Юнг, Міхаель Зьоллер) скаржилися, що сцена перетворюється на хітову, наводячи як приклад цю групу.

### Внутрішні конфлікти
За плином розвитку сцени в напрямку широкого поєднання музичних стилів зростала і внутрішня критика її розвитку. Конфліктам сприяли успіхи виконавців, які приписувалися сцені або рекламувалися як частина сцени. На думку критиків, швидке зростання сцени без нових глядачів з притаманними їй цінностями та темами, дедалі більше призводить до втрати ідентичності сцени та спільноти на користь одновимірної сегрегації. Ще в 1998 році під час панельної дискусії на Wave-Gotik-Treffen співавтори сцени критикували дедалі більшу музичну відкритість сцени з відповідним іміджем, а також відверту незацікавленість у соціальних і музичних коренях і зв'язках сцени.
Той ще мотлох продають нам як новий тренд, глянцеві обкладинки забезпечують нижчевартісний продукт. Музика таких гуртів, як, наприклад, Call або Gothic Sex, не має нічого спільного з їхнім іміджем. Це рок кінця 70-х із готичними кліше— Stefan Herwig (Dependent Records, Off Beat), 
У 2000 році вийшла антологія Gothic! Die Szene in Deutschland aus der Sicht ihrer Macher, в якій показані відомі діячі сцени, розвиток сценічної музики, а також брак обізнаності про історію сцени в ній самій.
Культура вечірок 1990-х років, у яких втілювалися техно-рух і взагалі гедонізм та споживацтво, від початку відкидала темну сцену, і була категорично відкинута резидентами сцени. За словами співробітниці журналу Sonic Seducer Фрауке Штебер, «темна сцена все ще є контрапунктом до конформістського відпочинку, [але] вона увібрала в себе дух дев'яностих».

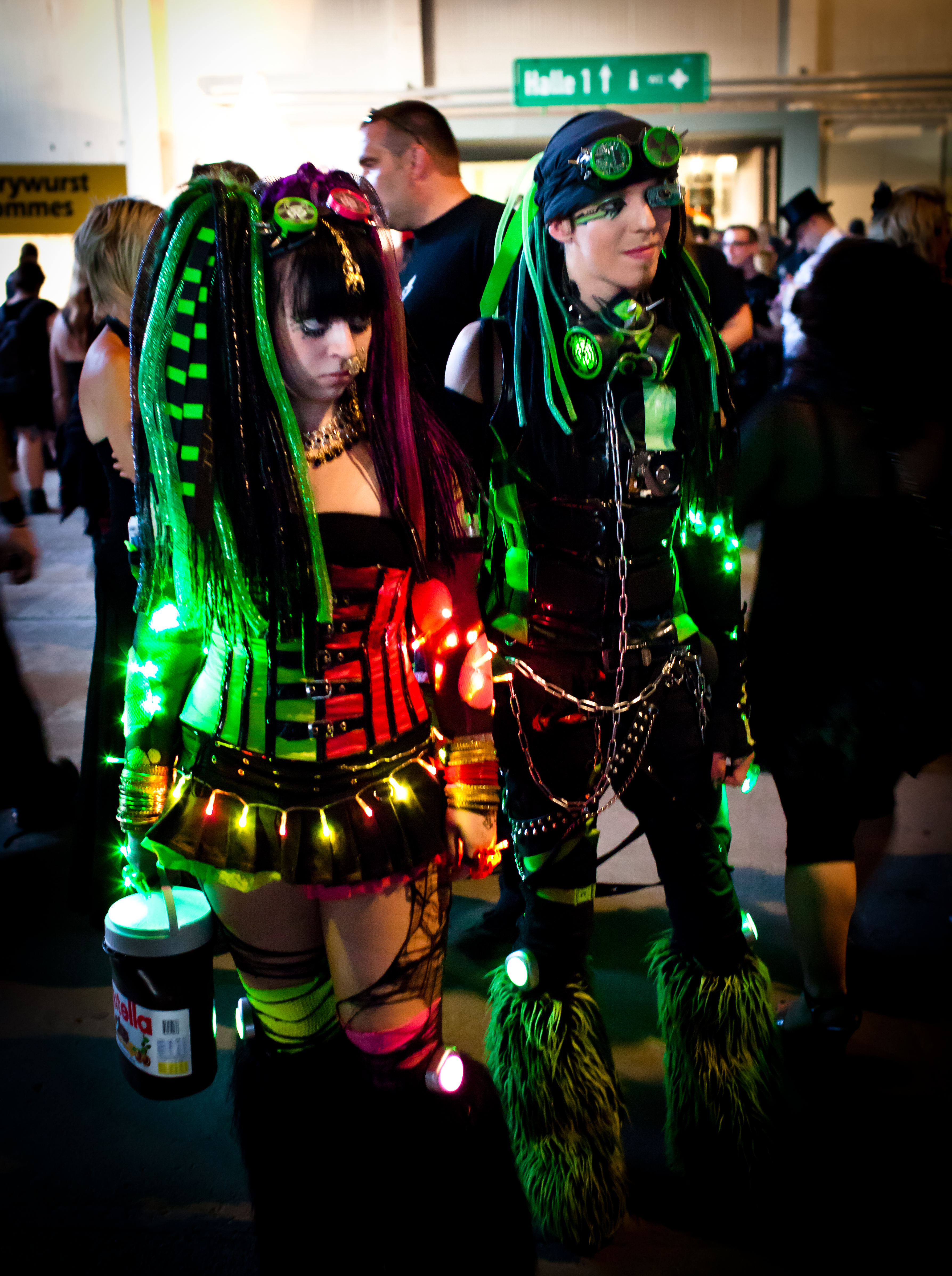
Музика, пов'язана, зокрема, з кібер-сценою, а також габітус кібер-сцени характеризуються постійними внутрішніми конфліктами

У міру наростаючого змішення з деколи нетиповими музичними стилями, поза межами пост-панку та пост-індастріал спектру, збільшувалася критика з боку попередніх конструкторів та резидентів сцени. У 2005 році Тіло Вольф поскаржився, що сцена відійшла від оригінального руху, а музика перетворилася на щось архаїчне, несумісне з його музичними ідеями. У 2010 році Освальд Хенке розкритикував втрату колишньої ідентичності сцени через змішування з техно-рухом, відомим як кібер-готи, і суперництво з «темними шлягерами».
Під час багатьох подій за останні кілька місяців у мене було відчуття, що я не та людина не в тому місці. […] Unheilig, Combichrist, Tumor та всі інші спустилися на наш «прекрасний вічний острів». Але в Берліні ми маємо іншу проблему: суто комерційний клуб K17, який за останні роки знищив багато андеграундної культури безкоштовними п’ятиповерховими подіями, і також, на жаль, масово створив вищезгадані сміттєві групи.— Marco Fiebag, 
Зокрема, з неправильним розумінням жанрових термінів і повсюдністю музики, пов'язаної з новішими течіями, зросли зусилля інших послідовників сцени, спрямовані на дистанціювання від нових напрацювань. Цей розвиток був очевидним уже в 2004 році, коли відбулися заходи, спрямовані проти futurepop, і продовжився у відмові від аггротеху та ритм-н-нойзу. Зокрема, кібер-угруповання відкидається іншими відвідувачами сцени через їхню техно-музику. Ці конфлікти дедалі частіше супроводжуються просторовим розмежуванням різних сценічних угруповань аж до тенденції до повного від'єднання.

## Зовнішній вигляд сцени
Зовнішній вигляд темної сцени характеризують чорний колір і естетичне усвідомлення, засноване на темах сцени. Тому такі прикраси для тіла, як пірсинг і татуювання, так само поширені, як і облягаючий одяг. Ювелірні прикраси в основному носять зі срібла та сталі. Часто прикраси містять символи тварин у вигляді павуків, змій і скорпіонів, а також релігійні, міфологічні та окультні символи. Крім того, для сцени характерні такі матеріали, як лак, шкіра, сітка та оксамит. Чорний колір домінує в стилі одягу сцени, але час від часу також трапляються контрасти. Крім того, часто зустрічаються предмети одягу, які підкреслюють андрогінність, наприклад чоловічі спідниці. Вигляд одягу та прикрас коливається від непомітно тонкого до екстравагантного. Зрідка на сцені можна зустріти одяг у стилях епох бароко, рококо, модерн, а також середньовічні фантастичні костюми та подібні загальні інсценізації. Також поширені модні впливи різних течій, зокрема кіберкультури чи стимпанку. З моменту свого утворення темна сцена «складалася з низки груп. Підсцени диференціюються, що породжує дуже різні градації за стилем, внутрішньою згуртованістю, незалежністю та наближеністю до ідеально-типової готики».

### Розвиток сценічної моди
Різні течії темної сцени часто впливали одна на одну протягом усього розвитку сцени. Хоча в різні періоди завжди існували домінуючі стилі та стилістичні елементи, вони часто еклектично поєднувалися з іншими поточними чи минулими стилями, що означає, що сцену не можна звести до конкретного образу, а загальний вигляд сцени зазвичай відповідає суміші різних стилістичних елементів. Лише за домінуванням чорного кольору можна встановити загальну схожість. Незалежні модні стилі, які інколи з'являлися, пережили пікові фази відповідних музичних стилів через те, що їх прийняли інші відокремлені культури. Стилістичні елементи відокремлених культур можна знайти в їхніх відповідних образах.

#### 1980-ті

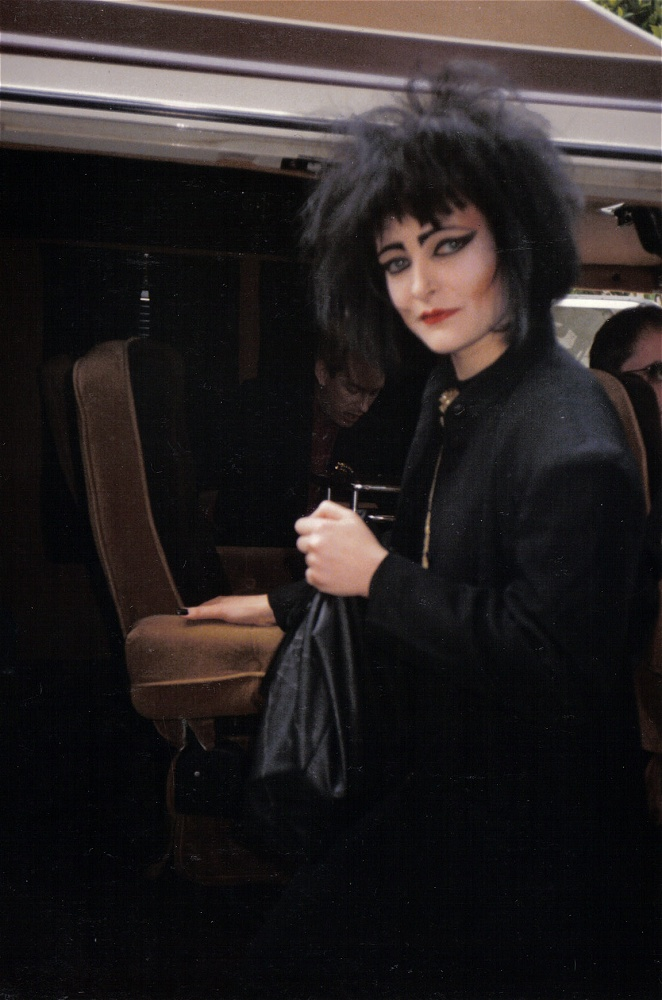
Siouxsie Sioux — ікона стилю ранньої готичної сцени 1986 року

Темна сцена виникла наприкінці 1980-х з незалежного середовища різних субкультурних груп, музичне ядро яких було в пост-панку, пост-індастріалі та темній хвилі. В цій першій розкутій мережі існували готична сцена, вейв, EBM, неофолк-сцена і послідовники різних постіндастріал форм.
Окремі субкультури привнесли власні елементи моди на вищий рівень, які вважалися унікальними перевагами відповідних груп. У той час як martial industrial, пост-панк і неофолк додали тенденцію до уніформи та камуфляжного одягу, EBM і синті-поп принесли, серед іншого, балетки, майки, бомбери, сорочки поло та черевики на шнурівці (Doc Martens). З пост-панку прийшли модні елементи панку і перші елементи бондажу. Різноманітність модних елементів готичної сцени призвела до окремих сепарацій культур у відповідні підсцени ще у 1980-х роках.
Зокрема, розрізнені культури готичної сцени виготовляли власний одяг або їздили до Лондона, щоб придбавати та продавати одяг один одному через фензини. Тут був присутній одяг на основі панку, а також самостійні елементи одягу, такі як штани саруел; аксесуари, такі як єгипетські прикраси та самостійні зачіски; елементи стилів одягу епохи Відродження; одяг, заснований на вікторіанській епосі або модерні. Відповідні стилі одягу рідко зустрічалися в чистому вигляді. Як правило, це були окремі складові одягу різних епох, які поєднувалися між собою.

#### 1990-ті

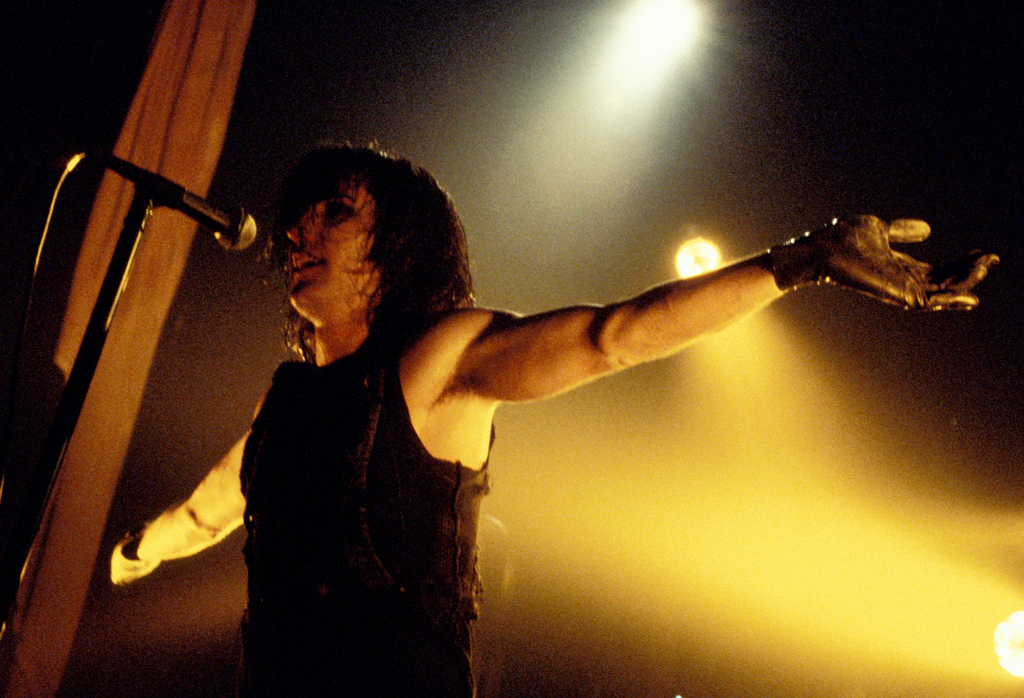
Трент Резнор, ікона стилю та музики темної сцени 1990-х років

Зростання темної сцени з кінця 1980-х років під дедалі більшим впливом музичних стилів, які колись були нетиповими для неї, призвело до модного змішування з іншими сценами на додаток до музичної. Влилися модні елементи з фетиш- та БДСМ-середовищ, альтернативного року, металу та медівал-року. Аксесуари для зв'язування та фетишу, які раніше були рідкісними, а також одяг з вінілу та латексу все частіше знаходили свій шлях до сцени, яка до того часу була більш орієнтована на оксамит, парчу та, місцями, шкіру, джинси, тканину і білизну. Зокрема, з металу взято нахил до сорочок з принтами виконавців та шипованих поясів. Середньовічні ювелірні вироби та кілти зокрема, а також аксесуари, такі як роги для пиття, також влилися до сцени із медівал-року. Частиною сценічної моди стали і фрагменти рольової сцени, тісно пов'язані з Середньовіччям, особливо LARP, з епохальними та фентезійними костюмами. Взаємна зацікавленість середньовічної сцени, сцени LARP і темної сцени зустрічається в естетичному самозображенні вікінгів і дівчат, а також вампірів, зомбі чи перевертнів.
Тим часом мода стала поширюватися шляхом замовлення поштою професійних каталогів, які спеціально присвячені сцені (X-tra-X), або постачальників сцени (EMP). У мегаполісах на додаток з'явилися магазини, призначені виключно або переважно для модної аудиторії. Зокрема, ширшому сприйняттю модних елементів сцени сприяло утвердження стереотипів, пов'язаних зі сценою у фільмах, серіалах, музичних кліпах.
Щільний одяг, татуювання та пірсинг також зарекомендували себе як модні аксесуари в 1990-х. Зокрема, Кейт Флінт, співак і танцюрист гурту The Prodigy, зробив значний внесок у визнання пірсингу. Деякі інші альтернативні виконавці, насамперед альт-року та альт-металу, показали себе у відеокліпах представниками моди темної сцени і за рахунок цього привнесли на сцену подальші музичні та стилістичні елементи. Тим часом те, що колись було унікальним на продаж, стає дедалі розмитішим для широкої аудиторії; в той же час, подекуди все ще залишаються ізольовані відокремлені культури.

#### 2000-ті

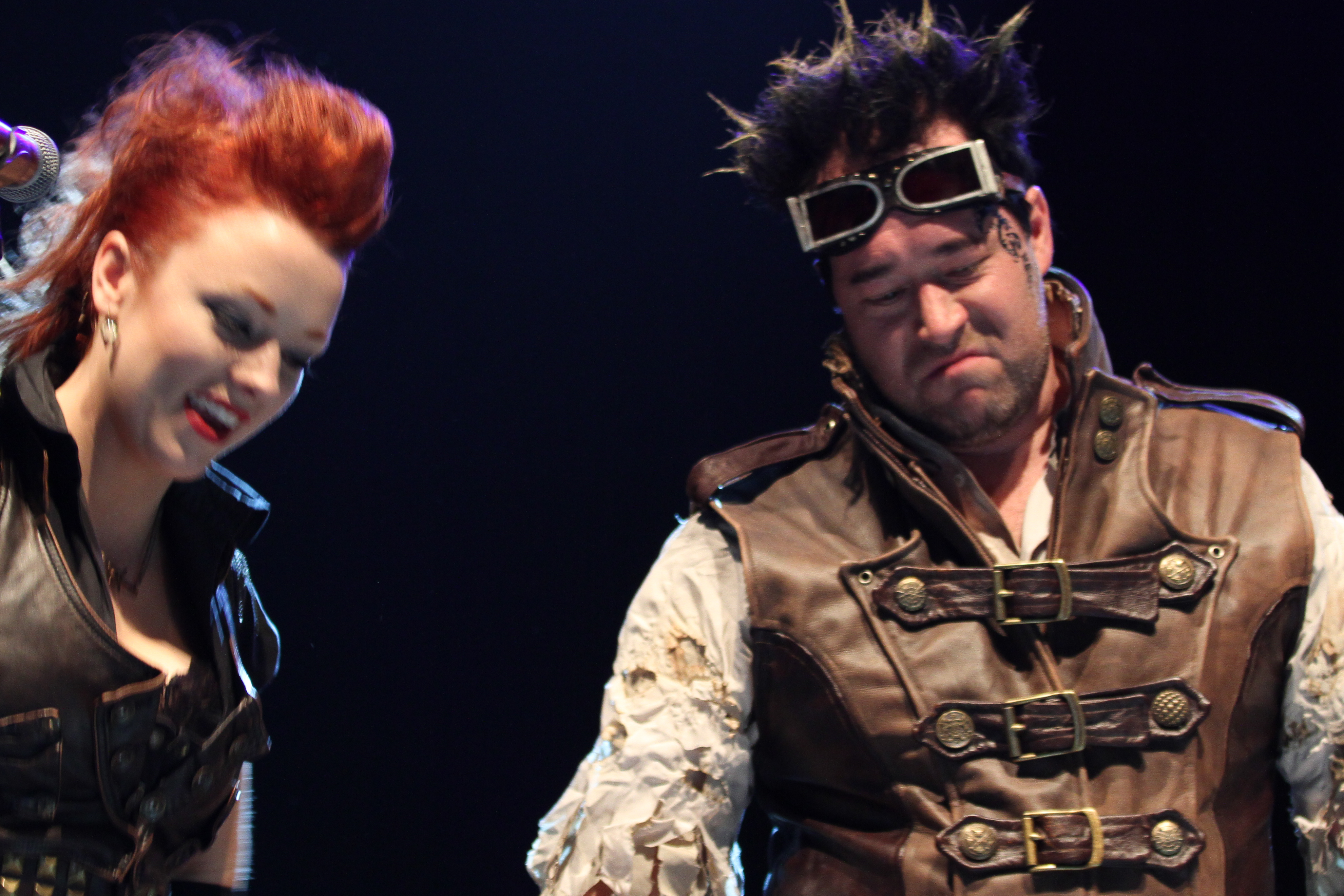
Модні представники стимпанку: гурт Abney Park

Зростаюча популярність сцени наприкінці 1990-х і початку 2000-х років призвела не лише до буму сцени, але й до захоплення елементів її моди великими роздрібними мережами, такими як H&M.
Із настанням XXI століття на темній сцені закріпилися субкультури не стільки музичні, скільки модні, як-от візуал-кей і стимпанк. Можна знайти як модні аксесуари та окремі елементи одягу з цих незалежних сцен, так і повну мімікрію. Модний тренд молодіжної кібер-культури, який був орієнтований на техно-культуру 1990-х, розвинувся після 2000 року на клубній темній сцені та приніс такі стилістичні елементи, як широкі розкльошені штани, ультрафіолетове світло, нейлонові сорочки. На сцену виходять нейлонові стьобані жилети, неопренові куртки, пластикове та пінопластове накладне волосся.

### Приклади загального вигляду відвідувачів сцени

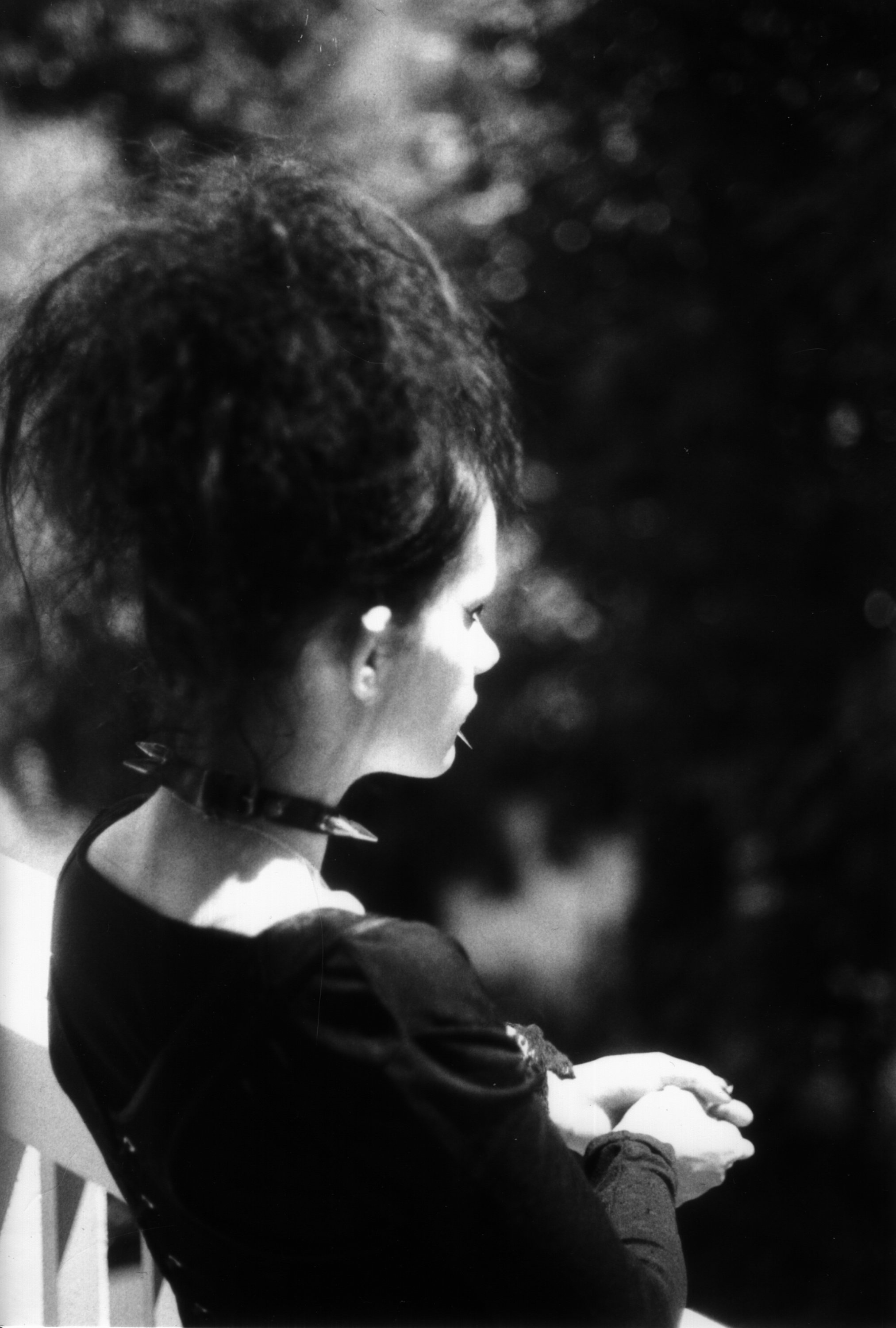
Пришпилене волосся, оксамитова сукня та комір із шипами
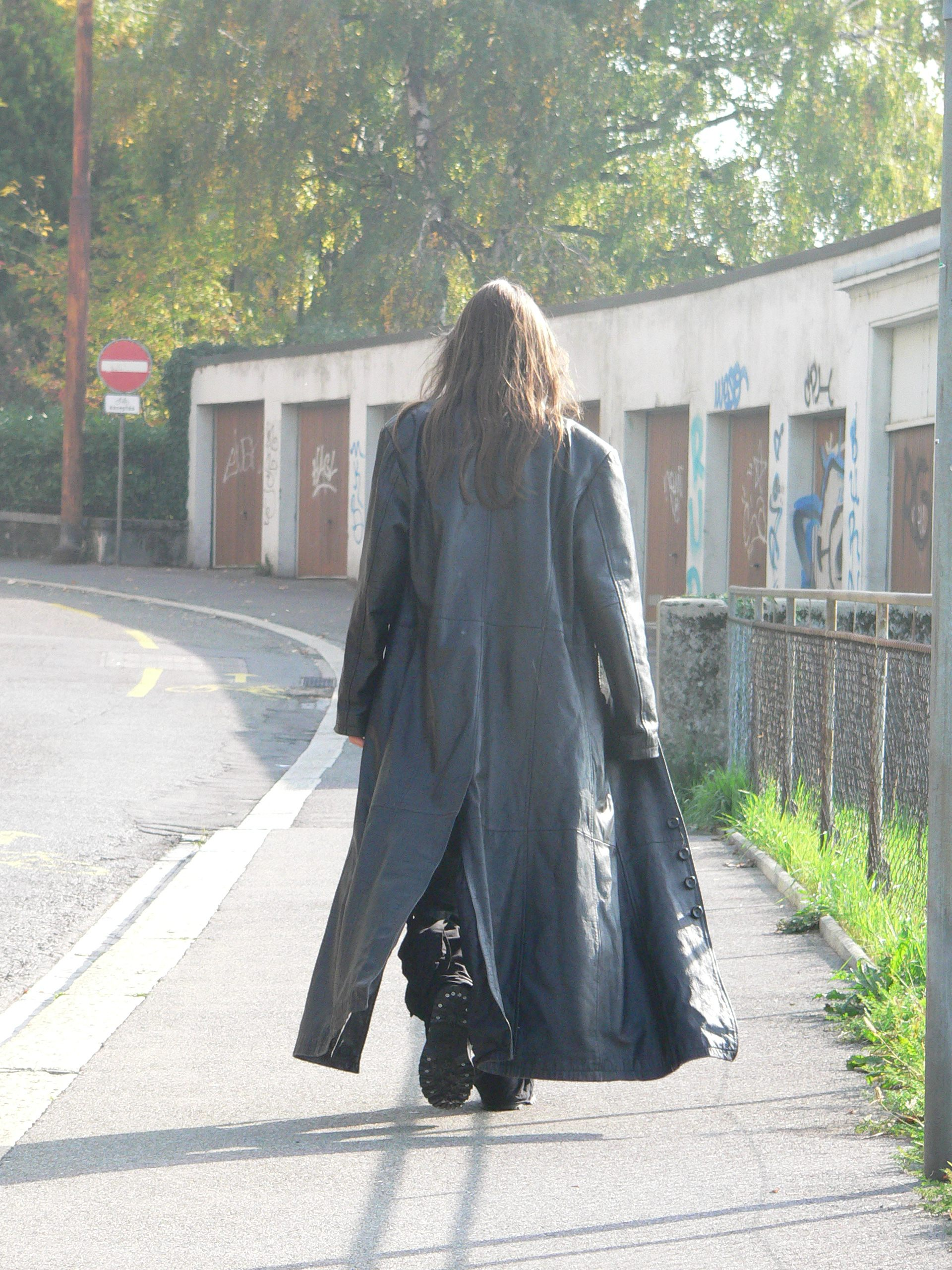
Шкіряне пальто та черевики
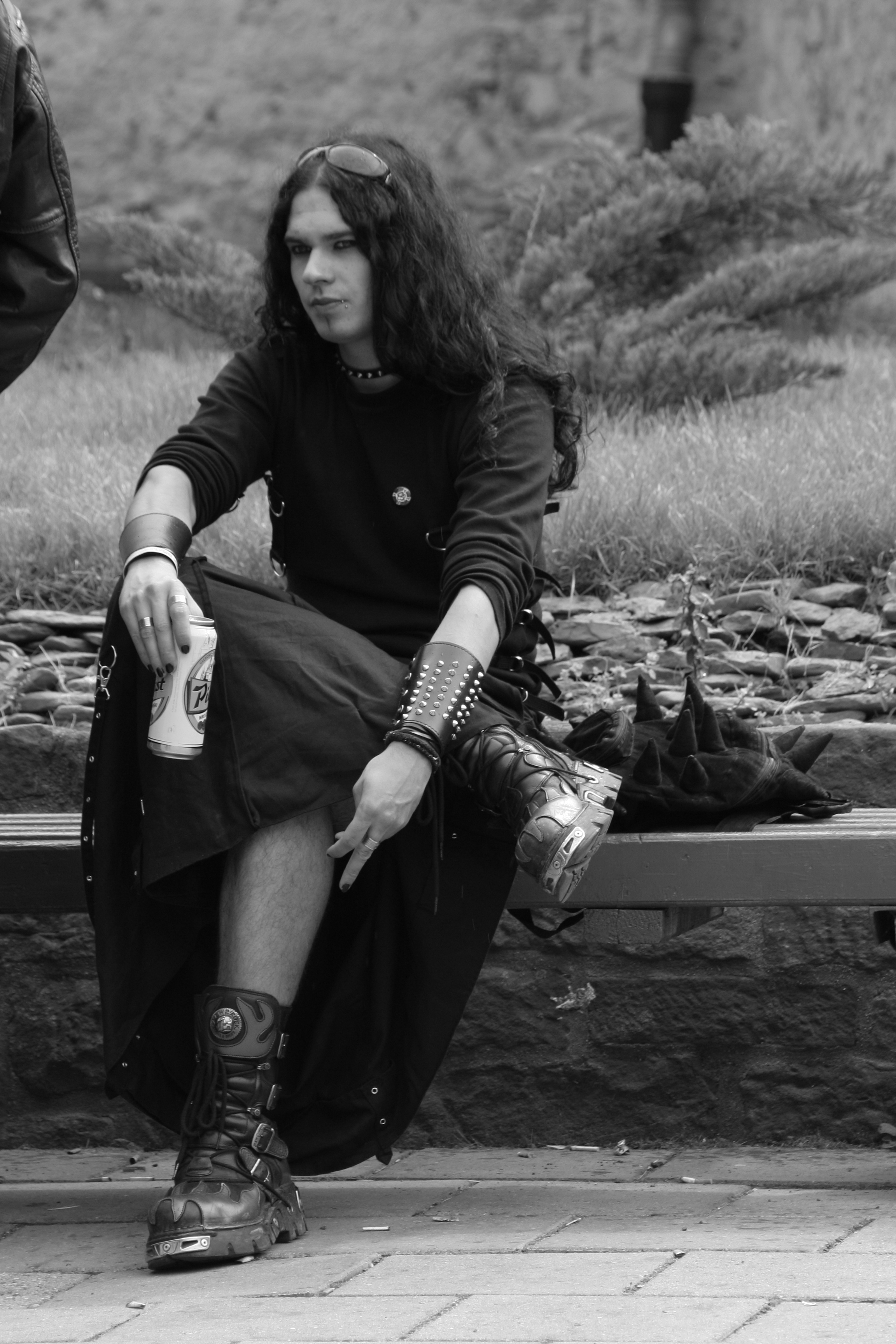
Браслети з шипами та чоловіча спідниця
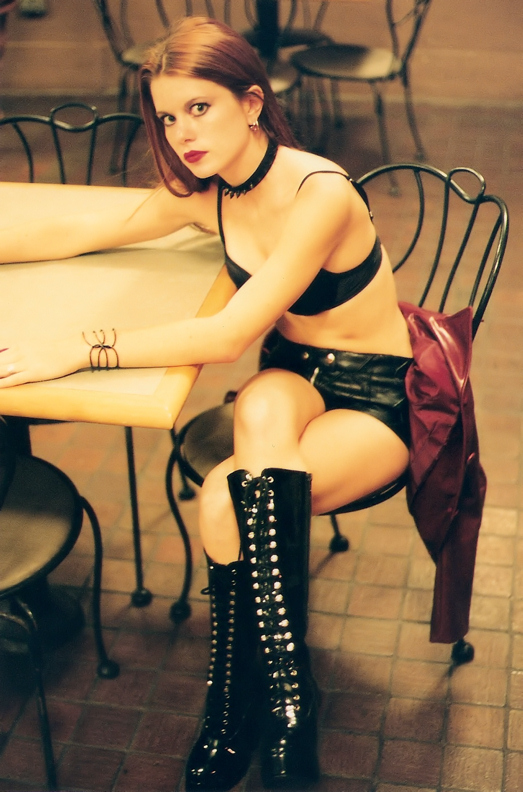
Шорти, чоботи та бюстгальтер
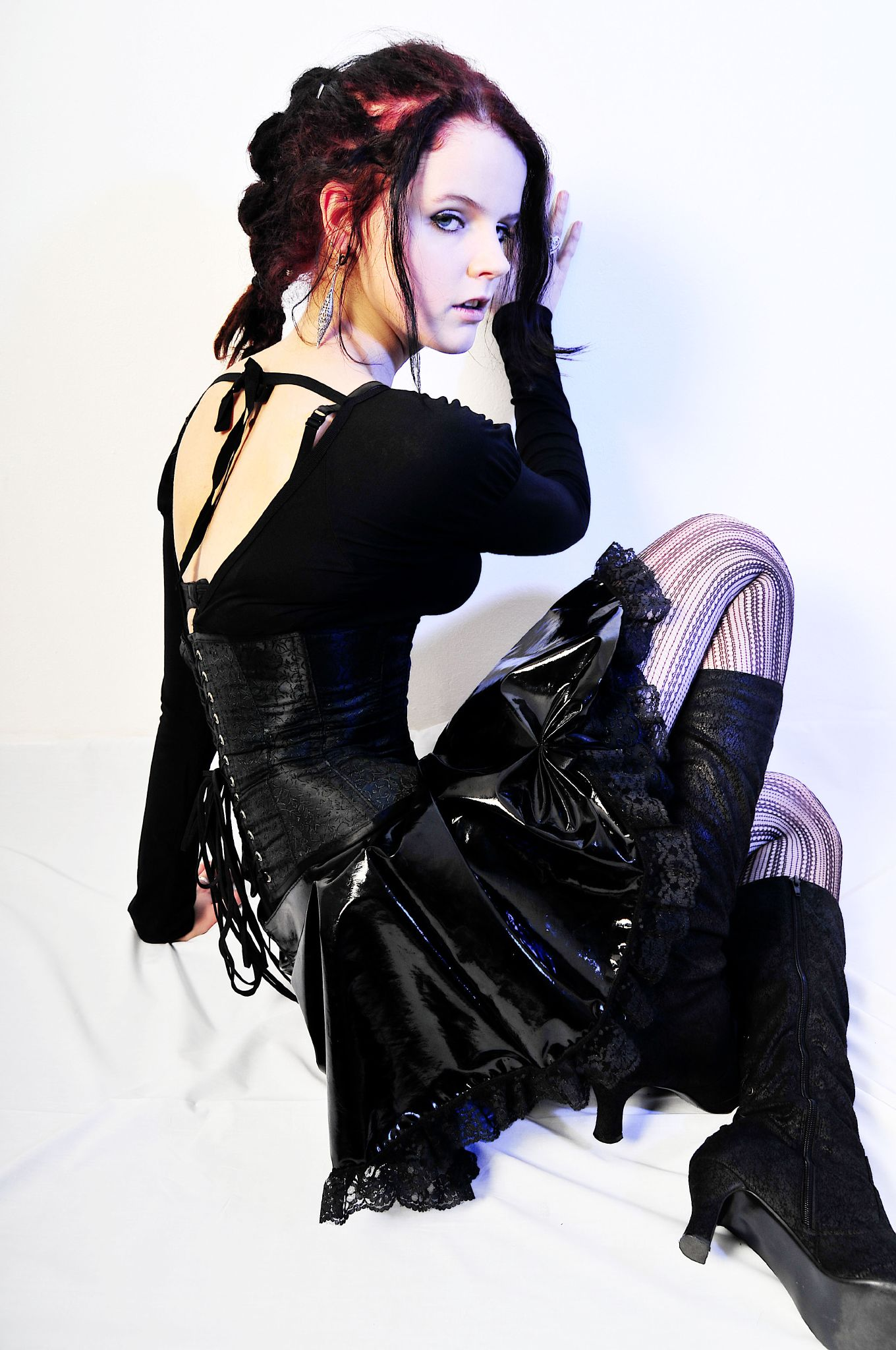
Вінілова спідниця і оксамитовий корсаж
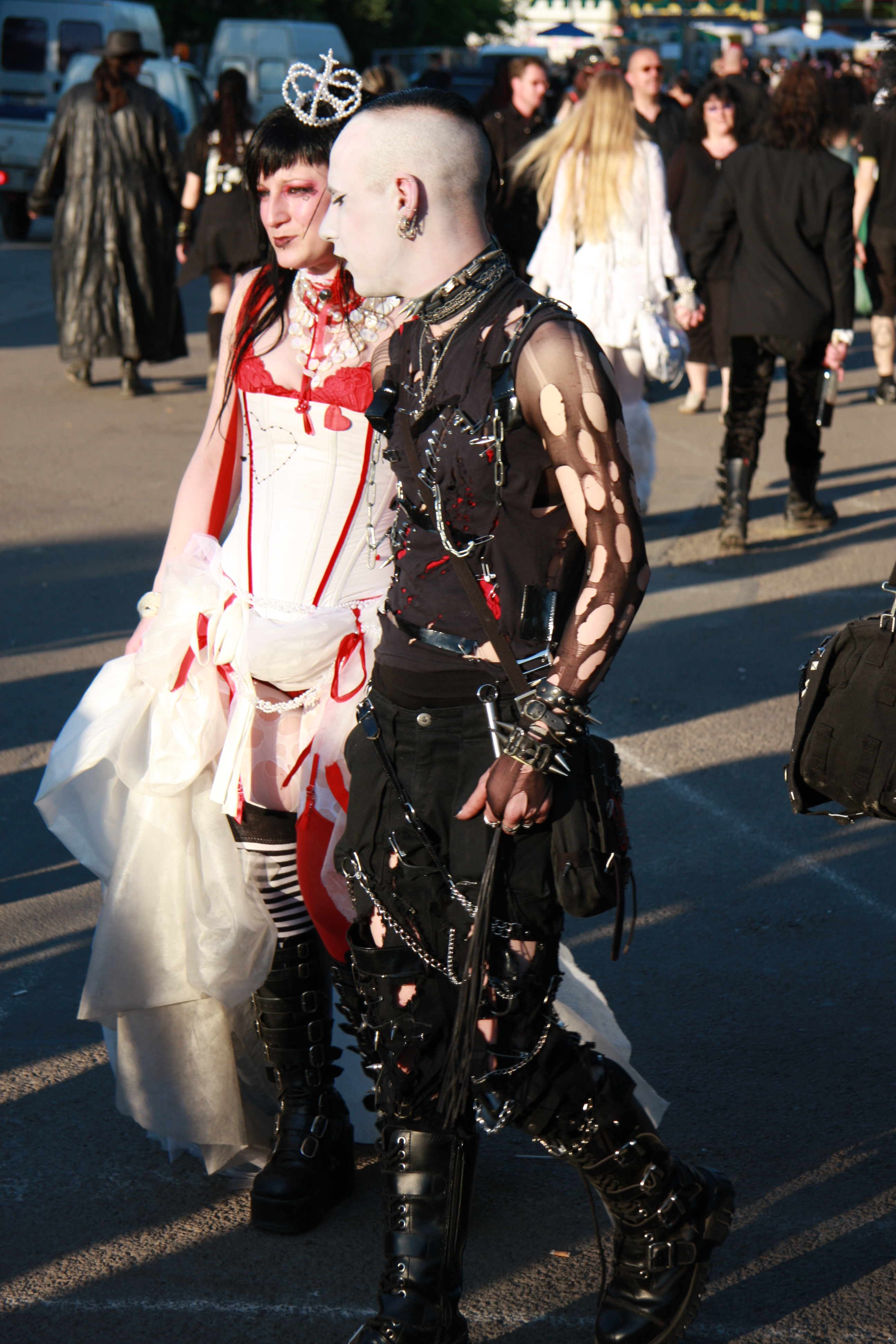
Одяг для зв’язування, ланцюжки та шпильки, а також відповідний макіяж

### Приклади вигляду представників різних течій всередині сцени

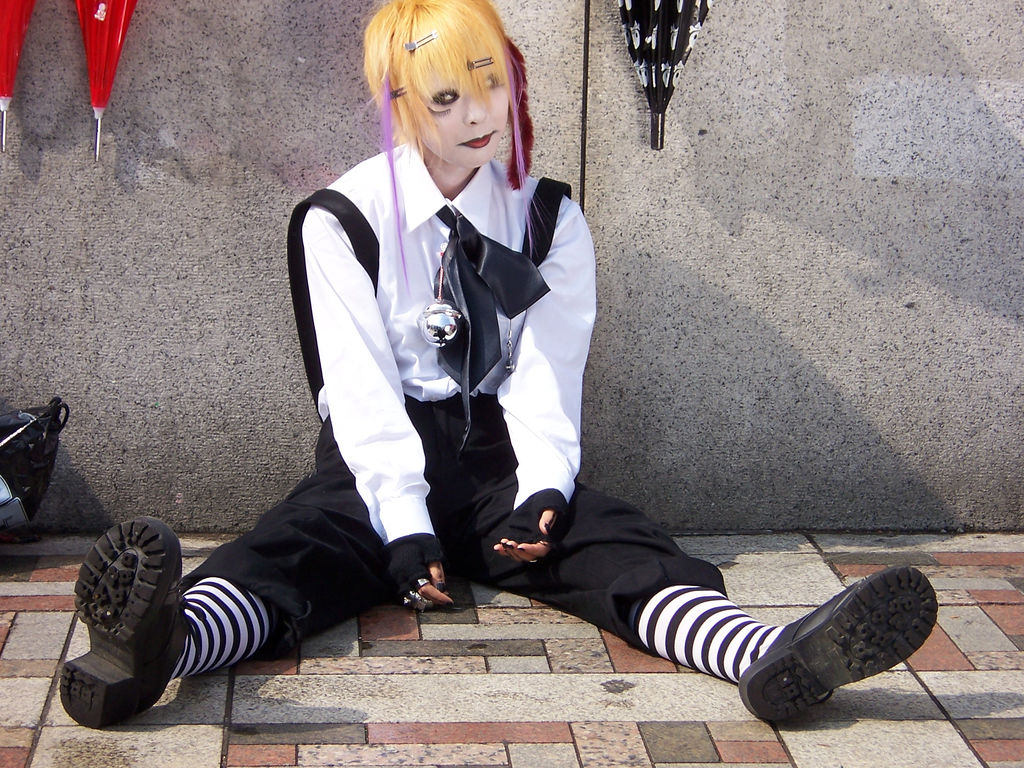
Лоліта-стиль, запозичений з visual kei
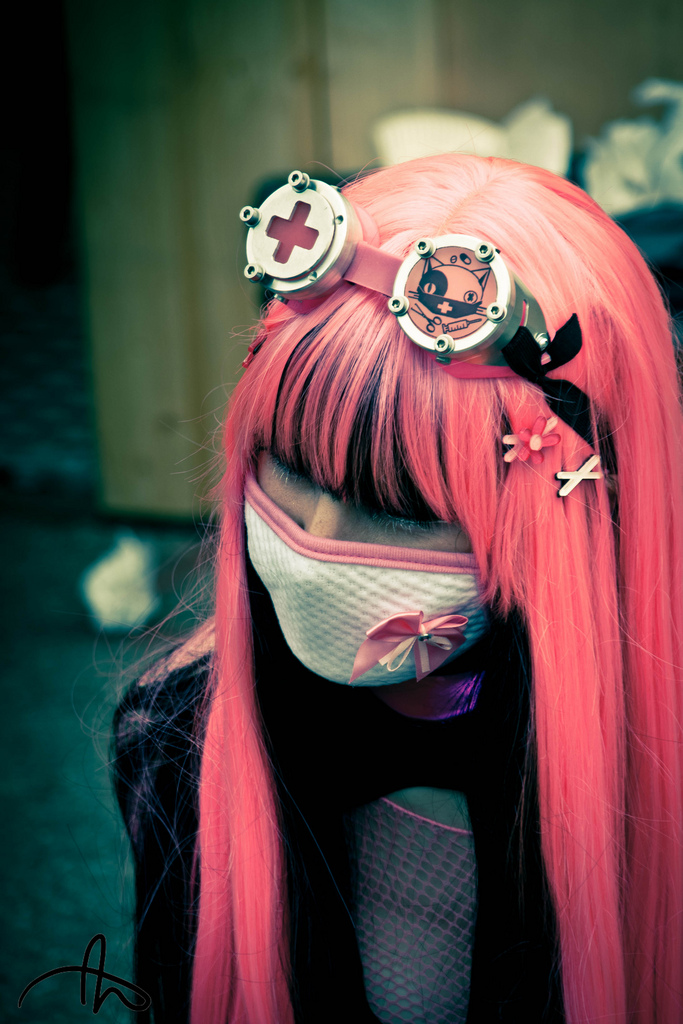
Кібер-лук із маскою для обличчя та скоординованим вибором кольору
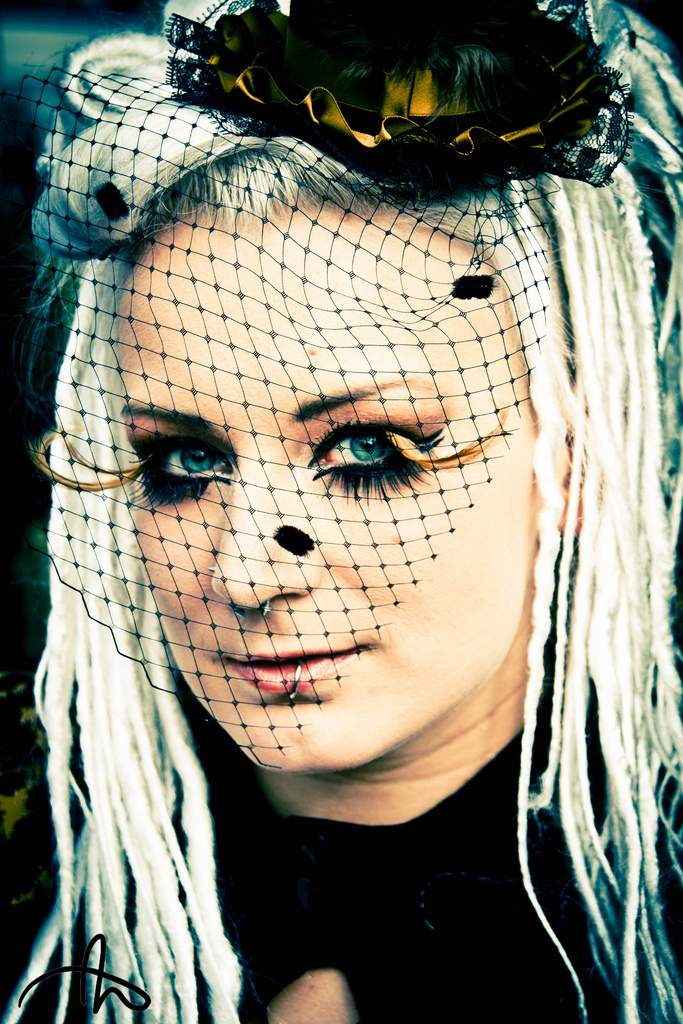
Романтичний лук
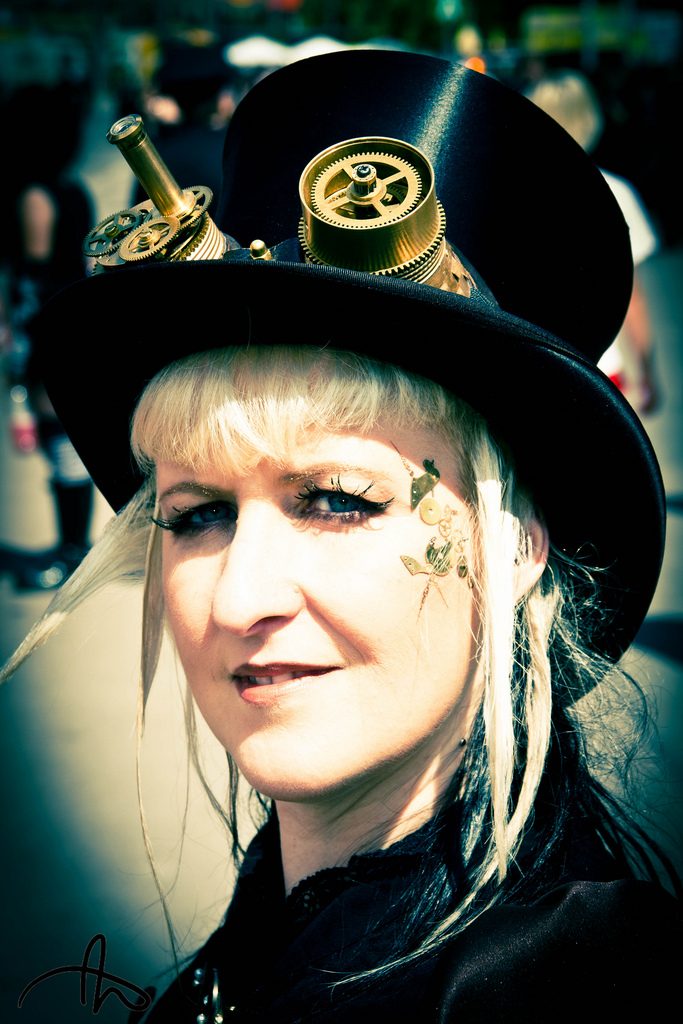
Стимпанк-лук
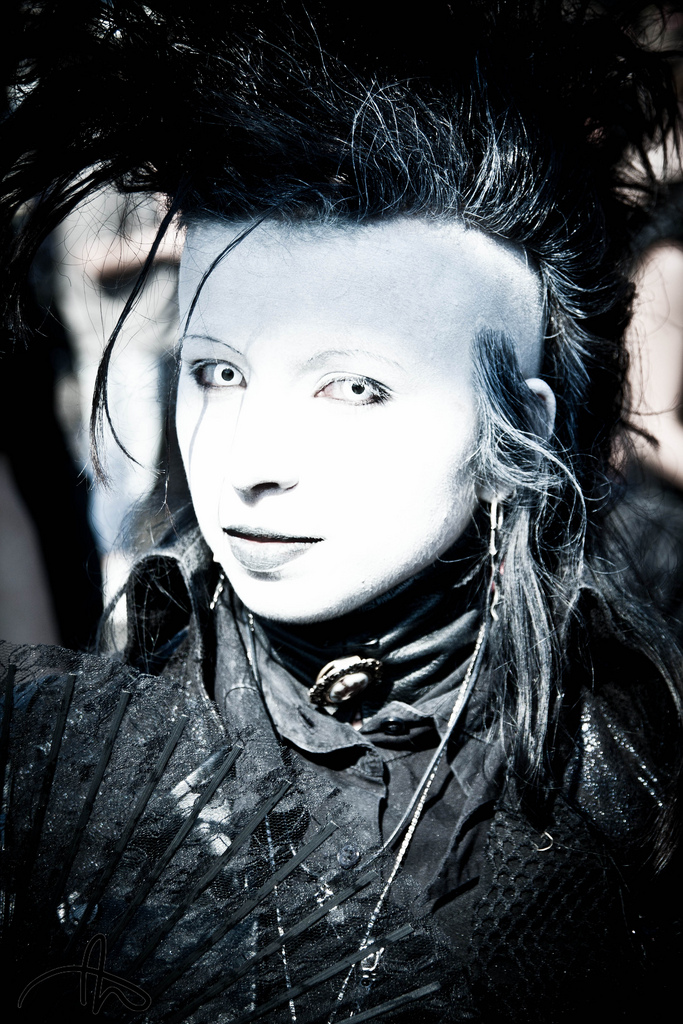
Готичний лук
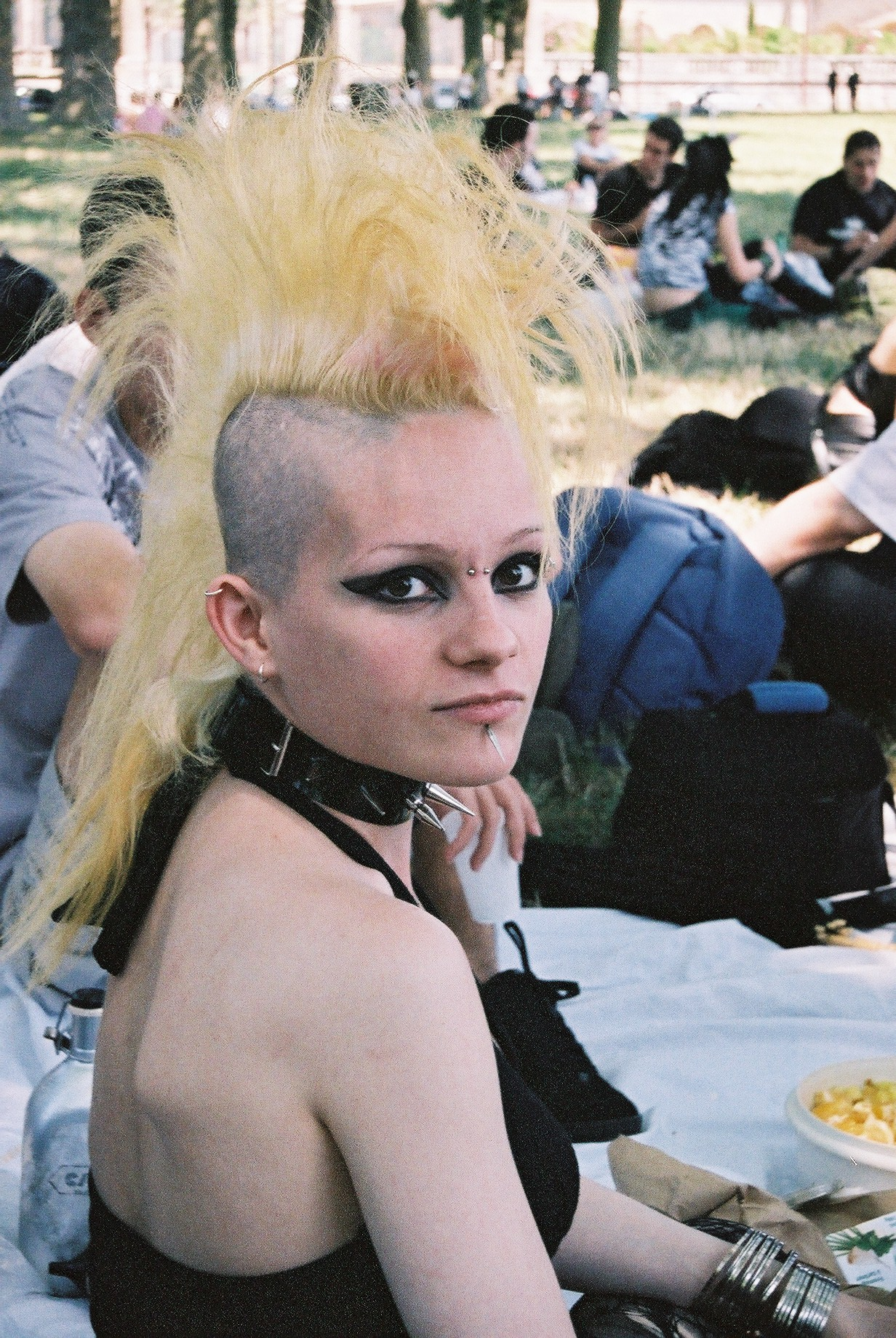
Готичний панк-лук
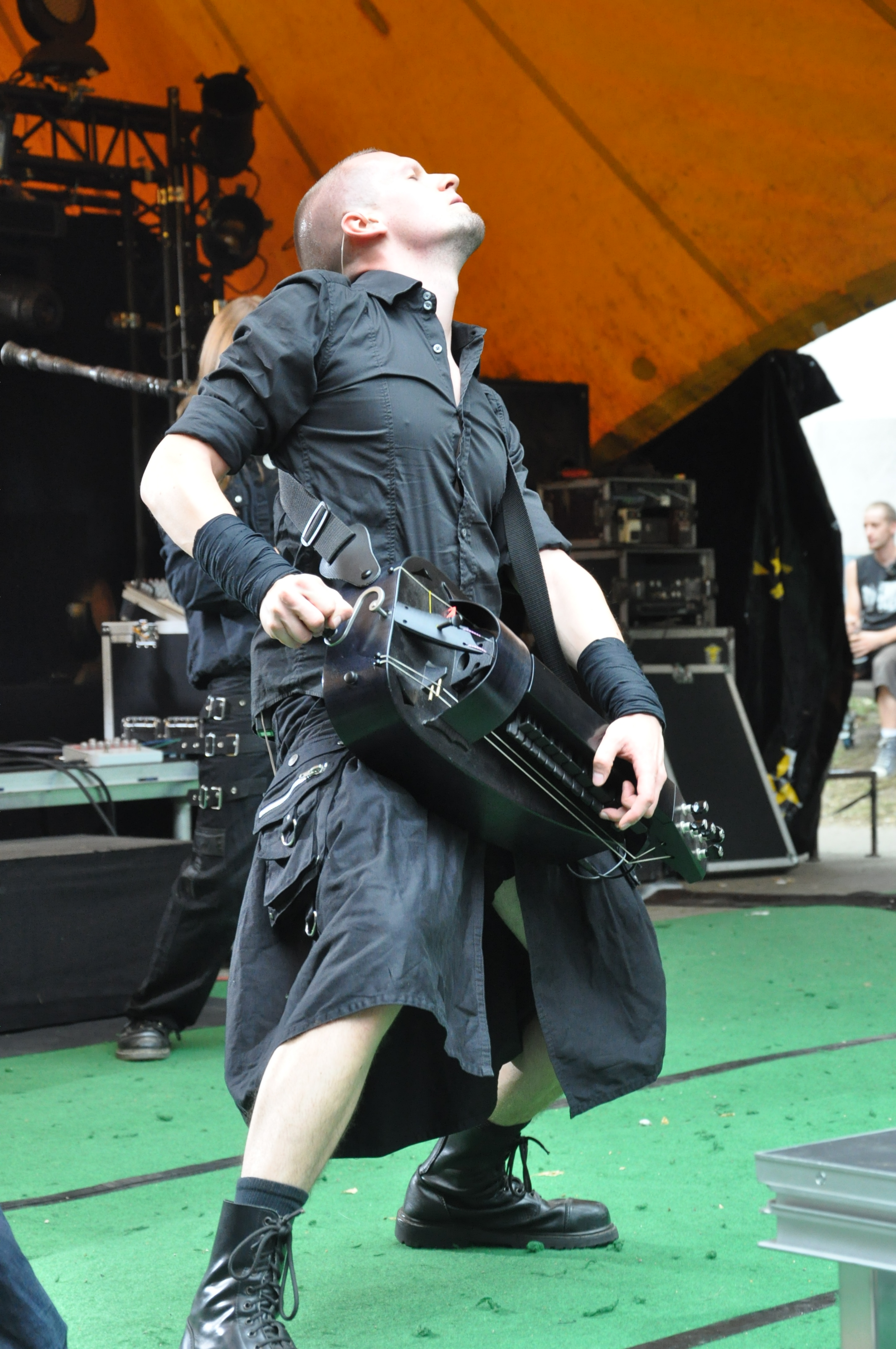
Музикант з Nachtgeschrei в середньовічному рок-образі з осучасненим кілтом
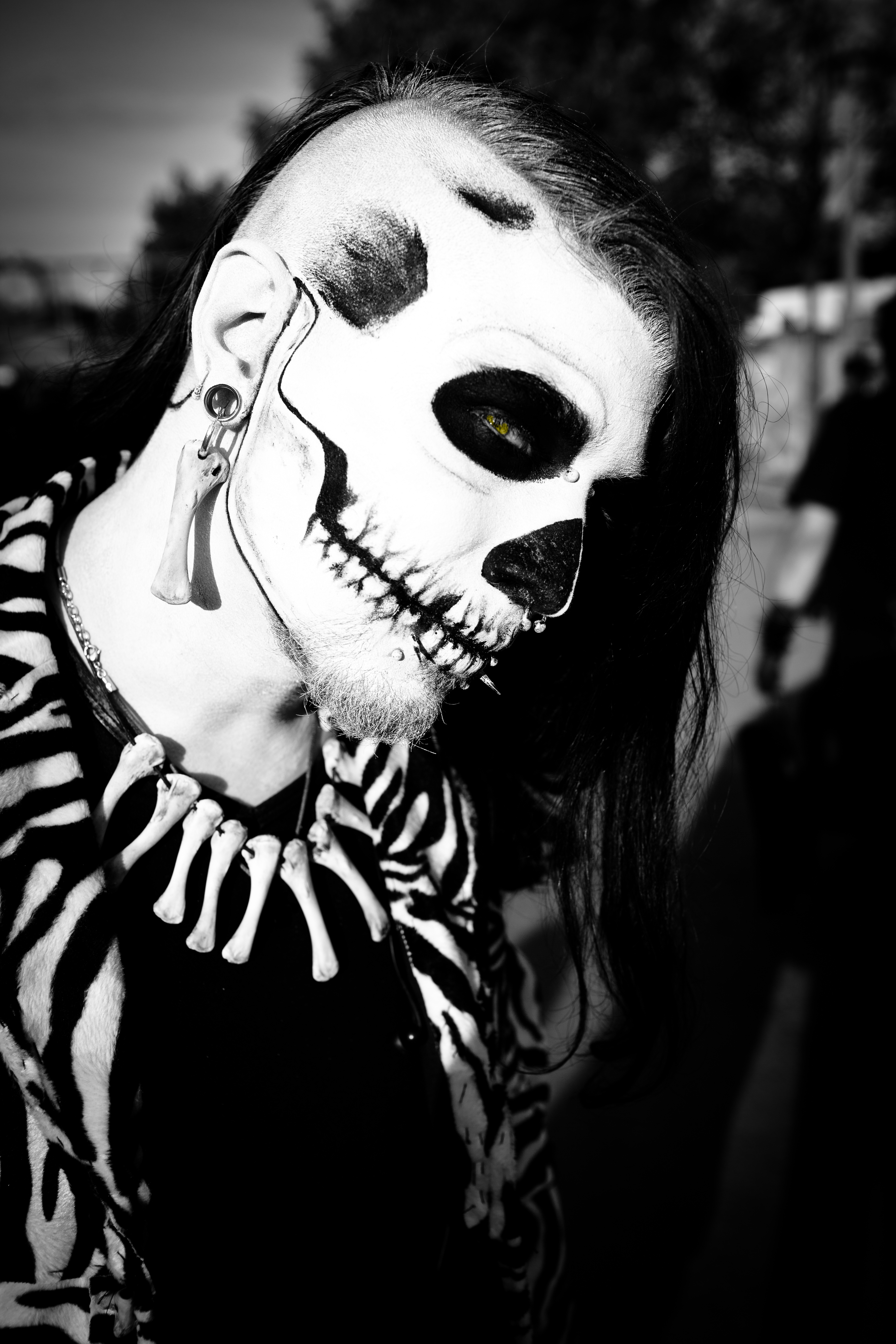
Горор-панк-лук

## Сприйняття

### Сприйняття у ЗМІ та атрибуція
Починаючи з 1980-х років стали поширюватися повідомлення про сцену від преси, що полюбляє використовувати кліше, такі як сатанізм, осквернення могил, націонал-соціалізм і садомазохізм. Однак, на думку Альфреда Шоберта, ці повідомлення належать скоріше до розряду страхітливої літератури сексу і злочину. Приблизно на рубежі тисячоліть інтерес ЗМІ до сцени досяг певних небажаних вершин.
20 квітня 1999 року двоє учнів середньої школи Колумбайн скоїли вбивство поблизу Літтлтона, штат Колорадо, США. Крім усього іншого, зловмисники були інтересантами музики темної сцени — обставина, яка зробила в очах багатьох людей сцену (а особливо Rammstein, KMFDM і Marilyn Manson) таким собі живильним середовищем людиноненависництва, що не цурається вбивства. У цьому контексті Rammstein, KMFDM і особливо Marilyn Manson були звинувачені в тому, що вони натхнули злочин. Мерилін Менсон скасував кілька концертів і через рік після події звернувся до обставин різанини у своєму альбомі Holy Wood — In The Shadow of the Valley of Death. Гурт також вступив у принципову суперечку з американським збройовим лобі. Менсон, зокрема, висловив свою думку в документальному фільмі режисера Майкла Мура «Боулінг для Колумбіни». Інші гурти, пов'язані з темною сценою, теж відреагували на ці події: симфо-метал-гурт Nightwish у своїй пісні The Kinslayer розказав про двох бойовиків та їхній емоційний стан; аггротех-проєкт SITD також звернувся до трагедії у пісні Laughingstock, як і гурт Untoten із твором Church of Littleton.
У 2000 році четверо молодих людей вчинили самогубство в Кліці (Саксонія-Ангальт, Німеччина), а за повідомленнями преси, ще четверо зробили спробу позбавити себе життя. Гурт Wolfsheim, серед інших, був зображений журналістами як натхнення цього лиха; Крім того, Wave-Gotik-Treffen подавався як змовницьке окультне сатанинське зібрання.
Окультизм, контакти на готичній сцені та спілкування на темних форумах Інтернету сприяють тузі за смертю.— Irina Repke und Peter Wensierski, Sterben ist Schön

### Наукове сприйняття
У 2000 році розпочато комплексне науково-популярне та наукове дослідження сцени. Раніше про неї епізодично розповідали лише окремі наукові статті. Публікація Пітера Мацке і Тобіаса Зелігера Gothic! (2000) насамперед служить самопрезентації німецької сцени. Того ж року було видано Grufties — Jugendkultur in Schwarz Шмідта та Яналика, яка фокусувалася на моді тогочасної сцени. Die Gothics 2001 року Клауса Фаріна та Кірстен Валрафф прагне до самопрезентації сцени, подібної до твору Мацке та Зелігера, але документує різні інтерв'ю та містить перші підходи до соціального та культурно-наукового розгляду сцени. У 2002 році Андреас Шпайт опублікував першу критичну німецькомовну книгу Ästhetische Mobilmachen про сцену, зосереджену на утвердженні нової правої ідеології у зв'язку з музичними стилями неофолк і Neue Deutsche Härte. Випускаючи це видання, Шпайт продовжив дебати, які почалися в другій половині 1990-х років Альфредом Шобертом у Spex і Мартіном Бюссером у серії книг Testcard.
У 2004 році з'явилися перші культурні та соціальні дискусії зі сценою. Роман Рутковський опублікував магістерську роботу на тему «Стереотипи й упередження щодо молодіжних субкультур на прикладі темної сцени» під заголовком Das Charisma des Grabes (Харизма могили). Соціолог Аксель Шмідт і медіазнавець Клаус Нойман-Браун, з іншого боку, практично досліджували етнографію та комунікації сцени у книзі Die Welt der Gothics. У своїй книзі Flyer der Schwarzen Szene Deutschlands, опублікованій 2010 року, культуролог Андреа Шліз предметно досліджує візуалізацію та постановку як інструмент комунікації сцени. У тому ж році суспільствознавець О. Нім опублікував свою збірку Schillerndes Dunkel, яка слугує і автопортретом сцени, і пропонує соціально-науковий погляд на її етнографію, а також містить дописи вчених і сценографів. Музикознавець Б'янка Штюкер у 2013 році опублікувала докторську дисертацію Gothic Electro про функціональність технологій у субкультурному контексті темної сцени.

## Провідні події
Деякі фестивалі, такі як Blackfield, Castle Rock і Dark Dance, зосереджені виключно на виконавцях темної сцени. Однак відповідні гурти та артисти також з'являються на таких подіях, як Bochum Total або Wacken Open Air, які не можна віднести виключно до темної сцени. Водночас жоден із фестивалів не претендує на те, щоб віддати належне всім стилям, представленим на сцені.
| - Amphi Festival - Blackfield Festival - Bochum Total (до 2006) - Castle Party - Castle Rock - Christmas Ball Festivals - Dark-Dance-Treffen - Діти Ночі: Чорна Рада (Україна, востаннє 2016) | - Dark Storm Festival - E-tropolis Festival - Feuertal Festival - Feuertanz Festival - Festival Mediaval - Gothic Festival — Waregem - M'era Luna Festival - Nocturnal Culture Night | - Secret Garden Festival - Summer Darkness Festival - Wave-Gotik-Treffen - Whitby Gothic Weekend - Woodstage Summer Open Air (востаннє 2007) - Zillo Festival (востаннє 2004) - Zita Rock Festival (востаннє 2012) |

Однією з найбільш значущих подій називають Всесвітній день готів, який зародився у Великій Британії у 2009 році. Відтоді його святкування поширилося у всьому світі. Ця подія проводиться 22 травня і описується як «день, коли готична сцена отримує можливість відзначити своє власне існування та можливість повідомити про свою присутність решті світу».

## Друковані ЗМІ

### В минулому
| - Aeterna - Astan - Dark Spy - Epitaph peripherer Tonkünste - Gift - Glasnost Wave-Magazin | - Glasnost Wave-Magazin - The Gothic Grimoire - Gothic Press - Graeffnis - Hysterika - Propaganda (US) | - Sub Line - Tanelorn - Transmission Magazin - Zillo |

Журнал «Хвиля гласності» (Glasnost Wave-Magazin) був музично-культурним журналом ранньої темної сцени. Він існував з 1987 по 1996 рік і тому був одним із найстаріших у своєму роді — ще до появи таких часописів, як Zillo, Sub Line і Gothic Press. Ним охоплювалися такі розділи, як Gothic Rock, Industrial, Neofolk, Dark Ambient, Ethereal, EBM і Cold Wave. Спочатку їхня редакція була розташована у Фрайбурзі, а в 1990-х роках переїхала до Гамбурга. З журналом був пов'язаний однойменний звукозаписний лейбл Glasnost Records.

### Нині
| - Black Magazin - Crawling Tunes Magazine | - Gothic - Orkus | - Sonic Seducer - Negatief - Gothica (Україна) |

До відомих журналів темної сцени в німецькомовних країнах зараз належать Orkus, Sonic Seducer і Gothic. Окрім цих частково комерційно орієнтованих друкованих ЗМІ, існує чи була велика кількість інших журналів, таких як Black, Transmission або Graeffnis, які дають читачу практично незалежний від мейнстріму зміст.